# オールザッツ漫才
『オールザッツ漫才』（オールザッツまんざい）は、毎日放送（MBSテレビ）が1990年から、毎年12月29日深夜から30日未明・早朝にかけて（年によっては30日未明・早朝に）、特別番組として放送するバラエティ番組。
ハイビジョン制作で、基本として関西ローカルの生放送。ただし、放送年によっては、毎日放送の系列局（系列キー局のTBSをはじめ、同系列）の一部で同時ネットを実施することがある。
本項では、2018年の年末に毎日放送で深夜に編成された特別番組『3夜連続オールザッツ』シリーズや、年末以外の期間に深夜以外の時間帯で放送された派生番組、派生番組と連動したイベントなどにも触れる。

## 概要
1990年に放送開始。毎年年末に約5時間という長丁場で、深夜に公開放送の形でオンエアーされるお笑い（ネタ）番組である。なお原則として公開生放送であるため、法律や条例などの規制に従い、未成年者（20歳未満）は保護者同伴を含めスタジオ生見学できない。
番組の原型は、同様の形式で放送された『朝まで働けダウンタウン』（1988年・1989年）で、この時点では出演メンバーは主に当時の心斎橋筋2丁目劇場のメンバーとなっていた。オールザッツ漫才となった初回の司会はオール阪神・巨人。開始当初はベテランから若手まで、吉本芸人が総動員で漫才やコントを披露していたが、特に若手の中にはNSC在学中に出演する芸人も多く、テレビ初出演がオールザッツというコンビも多い。
1996年から番組のメイン企画であるトーナメント戦がスタート。第一回優勝はデビューして間もないシャンプーハット。これがきっかけで知名度を上げブレイクした彼らは後に「人生の名シーン」として2人ともこの出来事を挙げた。また後輩のフットボールアワーも当時を振り返り「衝撃的だった」「どんどん売れていくシャンプーハットさんを見て周りは慄いていた」と語っている。
一時期はトーナメントがなくネタ披露のみの編成もあったが、近年は若手芸人のトーナメント（2007年より一対一の対決制から足切りによる勝ち抜け制度に変更）・中堅芸人の一本ネタ披露とを軸にした形で放送されている。
「この番組を見れば今の関西の笑いが分かる」と言われる ほど多くの人気芸人が出演しており、かつてはダウンタウン等、吉本の大御所タレントやキー局の関係者も番組を視聴していると言われた。
関西ローカルの番組としては、同時期に放送される『八方・今田の楽屋ニュース』（朝日放送）とともに、年末深夜の特番として完全に定着している。
2013年・2014年にはTBSテレビでもネットされ、関東広域圏でも初めて放送された。これに対して過去の出演者である千原せいじは「関西だけでやってたから楽しかった」と発言。また長年番組の顔として活躍し、2009年には司会を務めたケンドーコバヤシは「毎年、関西からビデオを取り寄せていたテレビ関係者にも『いつでも見れる感』が生まれていると思う。しかも関東の芸人に手の内を見られ、既に攻略されてしまう」と否定的な意見を述べており、この2年以外関東での放送は無くなっている。なお、2016年以降はMBS動画イズムおよびTVerで本番組の見逃し配信が行われている。
また、師走の夜中に長丁場の生放送という事もあってか、ネタに対する観覧客の反応がシビアなのも特徴のひとつである。若手のネタがスベった場合の凍りついた空気も、放送コードギリギリのネタも無駄なカットがなくそのまま放送されている。なお博多華丸・大吉は「今までで一番ツラかった仕事」として福岡吉本時代に出演したこの番組を挙げている。また2003年まで出演していた後藤輝基（フットボールアワー）は「オールザッツはお祭りの割に客が重かった」と語っている。
2011年3月2日に第1回から第20回まで収録されたDVD4枚組が発売された。
出演者の世代交代も頻繁に図られ、番組の顔だった芸人も続々と卒業している。かつてはリットン調査団、バッファロー吾郎、たむらけんじ、ケンドーコバヤシ、サバンナ、野性爆弾、笑い飯、千鳥、ダイアン、ジャルジャルなどが番組を大きく彩った。なお2011年に発売された番組のDVDの副音声内で、陣内智則とたむらけんじは「もう我々が出ることはない」と発言している。
スタジオは過去2回移動しており、1990年から2000年までは茶屋町本社の「GALAXY HALL（後にギャラクシースタジオ→Cスタジオと名称変更→現在のライブセンター）」で行われていた。2001年から2013年までは「MBSスタジオinUSJ」に移ったが、2014年には再び茶屋町本社の「Cスタジオ（旧GALAXY HALL）」へ戻った後、2016年からは茶屋町本社B館（Aスタジオ、Bスタジオ。年によりどちらかのスタジオを使用）からの生放送となった。

## 組の取り決め

### ネタ組
出場する芸人のベテラン・中堅クラスに位置する芸人の組。後述のトーナメント組との違いは賞レース形式ではなく普通にネタを披露するだけのシンプルスタイル。ネタ時間は主に3 - 4分だが、こちらも組によって多少異なる。ただし2001年まではなんばグランド花月に常連出演する芸人も参加していたが、2002年からはベテラン勢が出なくなり、中堅勢のみがネタ組として出演。
トーナメント制ではない年でも、ネタ組制度は導入されている。また2004年以降は出場芸人の知名度や実績（「M-1グランプリ」「R-1ぐらんぷり」等の全国ネットでも放送されている賞レース番組で好成績の残した組）も考慮し、若手クラスの芸人でも、（これまでのトーナメント組の実績を度外視し）ネタ組に昇格することもある。
近年は基本的に中堅・若手勢による構成となっている。ある程度キャリアが長くなった常連の芸人は卒業してしまう事が多々ある。
2016年、2017年は「フルスイング組」と改題し、通常のネタ番組ではあまり披露しない少し攻めた内容のネタでの勝ち抜き戦を開催。更に2018年以降は全編トーナメントがメインとなりネタ組が廃止され、「オールザッツレジェンド」と呼ばれる過去に当番組を支えた先輩芸人やトーナメントの優勝経験がある芸人らがトーナメントの「見届け人」という立場で出演した。
2020年はネタ組制度が5年ぶりに復活。ただし通常のネタ組ではなく「深夜のぶっ込みネタLIVE」と題して全16組がトーナメントの合間にネタを披露した。

### トーナメント組
出場する芸人の若手クラスに位置する芸人の組。賞金及び副賞をかけて1回戦（1分ネタ） - 3回戦若しくは4回戦（2分 - 4分ネタ）まで行い、客席のスイッチ投票で進出・優勝するか決まる。2000年・2004年の司会は「前回トーナメントで優勝したから、ネタ組に昇格」を毎回強調しているが、必ずしも優勝してすぐにネタ組に昇格とは限らず、数年経過してから満を持してネタ組出場となる芸人も少なからずいる。
基本的には若手クラスのみの組だが、リットン調査団（2001年まで）や青空など（スタッフか本人らの意向かは定かではないが）、ある程度キャリアがあってもトーナメント組に長年残留している例もある。ファミリーレストラン（2008年まではジャンクション）は2009年の放送内でいまだにトーナメント組であることをいじられており、2010年にも出場。初めて1回戦勝ちぬけを果たす。
2006年以降は出場若手芸人の増加に伴い、ワンコイン組（芸歴と収入を考慮した組、2006年）・Foot Cut バトル（放送の事前に番組出演をかけて行うトーナメント、2007年）を導入、トーナメント組出場の門戸も広がった。

## 各回のあらまし（1990年以前・2000年以降）

### 1990年〜1999年
第1回（1990年）は「MBS金曜スペシャル オール・ザッツ・漫才～漫才一本にかけるオール阪神・巨人～」というタイトルで放送。その後、第8回（1997年）までは総合司会をオール阪神・巨人が担当。初期にはまるむし商店、おかけんた・ゆうた、トミーズ、ハイヒール、清水圭・和泉修らが出演。また初期に関してはネタバトルは行われなかったものの、若手組として当時心斎橋筋2丁目劇場などの劇場で活動していたティーアップ、ぴのっきを、ベイブルース、雨上がり決死隊、しましまんず、トゥナイト、千原兄弟、FUJIWARA、バッファロー吾郎、ナインティナイン、チュパチャップス、へびいちご、矢野・兵動などが出演。企画コーナーではオール巨人に対して一発ギャグを披露する「オール巨人を笑わせろ！」などが展開された。
1996年以降は若手によるトーナメントが開催されるようになり、初回の優勝は当時芸歴2年目のシャンプーハット。翌年97年にはスミス夫人が優勝。
1998年は今田耕司・東野幸治の通称Wコウジが司会を担当。翌年99年は今田のみとなるも、サブMCのポジションとして130R、雨上がり決死隊、FUJIWARA、リットン調査団、メッセンジャーが共に番組を盛り上げた。この当時は大阪組だけでなく当時札幌吉本所属のタカアンドトシ、東京吉本のDonDokoDonやガレッジセール、福岡吉本所属の博多華丸・大吉らも参加。
また90年代にはネタ組・バトル組以外のゲストとして西川のりお、中田カウス、島田洋七、松本竜介、坂田利夫、大平サブローなどが登場。

### 2000年
20世紀最後の回となったこの年は、トーナメント制を取りやめ、総合司会の今田耕司の進行のもとに130R、雨上がり決死隊が司会兼チームとして分かれそれぞれが率いた50組100名の芸人と対決を行うというシステムというものであった。コーナーゲストには西川のりおも参加していた。スタジオセットのデザインは大阪の街並みがあり、中央に「20th」と書かれている看板の古びている「0」の部分が「1」に取り替えている場面を表したセットになっていた。
今田と130R、そして2丁拳銃、へびいちごが最後の出演となった。

### 2001年
12月29日の23:45から5:00までの5時間15分放送された。総合司会は雨上がり決死隊とFUJIWARA。ゲストでかつて司会を務めたオール阪神・巨人が登場。若手32組のトーナメントでは、1回戦は大阪吉本所属vs東京吉本所属という形式で行い、審査は観客とオール阪神、オール巨人の100名で行われた。若手とはいえリットン調査団も東京吉本組でトーナメントに参加している。また、東京吉本組では、品川庄司、チャイルドマシーン、インパルス、ロバート、ニブンノゴ!、森三中、東京へ進出したライセンスといった面々が参加した。
雨上がり決死隊、矢野・兵動、DonDokoDonが最後の出演となった。

### 2002年
12月29日の23:30から翌5:30まで6時間放送された。
総合司会はFUJIWARA（このときはNISHIMOTO名義で出演）と中川家。若手24組のトーナメントと、中堅のネタならびにコーナー企画を取り混ぜた構成。トーナメント優勝は笑い飯。準優勝の友近や千鳥、ダイアン、なかやまきんに君が健闘。また東京組の三瓶や森三中、インパルス、ニブンノゴ!、福岡から参加のバッドボーイズらも、大阪勢が大多数を占める中でネタのみならず司会らとの軽妙なかけあいを繰り広げ、番組を大いに盛り上げた。またコーナーでは特別ゲストとして山崎邦正が登場。ネタ組ではリットン調査団、メッセンジャー、海原やすよ・ともこなどの中堅や当時のbaseよしもとの1軍メンバー、そして2年ぶりに出演したたむらけんじのほか、ハリガネロックや次長課長、ライセンス、ルート33らbaseよしもとを卒業し東京進出をした芸人も多く出演した。また東京組からはダイノジが唯一ネタ組として出演。
コーナー「オールザッツ風紀委員会」では楽屋からの中継をつなぎ、風紀委員のメッセンジャーが出演者の持ち物チェックや女性関係を暴露。コーナーには西野亮廣（キングコング）と交際していた一般女性も出演した。
司会のFUJIWARAと中川家、そして海原やすよ・ともこ、メッセンジャー、ハリガネロック、次長課長、ライセンス、ルート33、SNOBなどはこの年が最後の出演となり、番組を卒業した。

### 2003年
14回目となった2003年は、陣内智則、木村祐一、若槻千夏をMCに迎えて放送。それまでとの最大の違いは出演メンバーの若年化であった。最年長は第1回から出演し続けているリットン調査団、最年少はやっと18歳になり出演できるようになったりあるキッズ。ほぼすべての出演者がうめだ花月、baseよしもとのメンバーであった。
番組は若手のトーナメントとネタ企画の構成。トーナメントにはM-1グランプリで注目を浴びた笑い飯、麒麟、千鳥、りあるキッズなどの姿も見られ、白熱した闘いが繰り広げられた。トーナメントの覇者は友近。2002年優勝の笑い飯は準決勝でりあるキッズに僅差で敗れた。ネゴシックスやトータルテンボス、南海キャンディーズなどのダークホース勢が勢いをつかみ上位進出した。
トーナメントの合間には彼らの先輩芸人、主に2003年夏にbaseよしもとを卒業し、うめだ花月で活動する芸人達のネタや企画が披露された。
数年に渡ってネタ組のトリを務めたリットン調査団、そしてフットボールアワーやキングコングなどがこの年で卒業。また、後々番組の顔となる後藤秀樹や土肥ポン太、ザ・プラン9がそれぞれ以前のコンビを解散してから初の出演となった。
この年のスタジオセットは当時流行った映画「キル・ビル」のようなデザインとなった。

### 2004年
12月29日の23:45 - 翌5:00に放送。MCは陣内智則、若槻千夏。なお、この年は名古屋の中部日本放送（現・CBCテレビ）にも同時ネットで放送された。
他にも、番組構成が大きく変化。2003年まで続いていたトーナメント制を廃止し、代わって若手芸人による「ネタ10番勝負」という形式がとられた。これは、出演する芸人全組が「オトコマエチーム（キャプテン：シャンプーハット）」「ブサイクチーム（キャプテン：バッファロー吾郎）」「アンチ陣内チーム（キャプテン：ケンドーコバヤシ、たむらけんじ）」の3チームに分けられ、それぞれのキャプテンが自分のチームの若手芸人（各10組）からネタをさせるコンビを選出、計3組をバトルさせるという形式。最も面白かったコンビのいるチームに得点が加算され、優勝したチームには賞品が与えられた。優勝は「アンチ陣内チーム」。また、中堅芸人（主にうめだ花月組）はチームに関係なく合間にネタを披露した。
なお、base組以外の「ネタ10番勝負」出場者はレイザーラモン、なかやまきんに君、東京吉本所属のトータルテンボス、POISON GIRL BAND、名古屋吉本所属のブロードキャスト、福岡吉本所属のどんぴしゃの6組である。
この年から2006年までは、バッファロー吾郎がネタ組のトリを務めた。

### 2005年
12月29日の23:45 - 翌5:00に『オールザッツ漫才2005!GO!GO!』（ - ニセンゴー！ゴー！ゴー！）と題して放送された。MCは3年連続で陣内智則・若槻千夏。麒麟、南海キャンディーズ、千鳥、笑い飯、レイザーラモンがネタ組に異動。
トーナメント制が2年ぶりに復活したが、完全トーナメント制から、1回戦のみ1組につき1分ずつネタを披露して、その客席投票の上位者が準々決勝以降をトーナメントで戦っていくという、翌々年からの「FootCutバトル」の原型と言えるようなシステムへ若干リニューアルされた。優勝はとろサーモンを破ったストリーク。野球ネタが観客の心を掴み、結成10年目にして初の優勝を掴んだ。また、東京からはハリセンボン、コンマニセンチ、バッドボーイズ、ガリットチュウなど多数参加した。
この年に行われたコーナーで、後に全国区でブレイクすることとなるなだぎ武（ザ・プラン9）によるキャラ、「ディラン」が誕生した。
レギュラーが最後の出演となった。

### 2006年
『オールザッツ漫才2006’nRoll』（ - ニセンロックンロール）と題し、この年にエア・ギターの世界チャンピオンに輝き、4年ぶりに出演したダイノジの大地洋輔によるエア・ギター演奏をフィーチャーした幕開けとなった。昨年に引き続き陣内智則・若槻千夏のコンビがMC。
この回のトーナメント組出場芸人は芸歴・知名度を考慮し、「トーナメント常連組」と1回のギャラが500円程度の「ワンコイン組」に分けられた。「ワンコイン組」は放送の事前にオーディションを行い、そこから客席投票の上位3組がトーナメントに2回戦から参加できる形式。まいなすしこう、ロデオボックス、帽子屋お松の上位3組と番組中盤に行った敗者復活戦から勝ち上がったギャロップを加えた計4組が選ばれた。優勝は、前年に決勝で敗れたとろサーモン。今回、準優勝のジャルジャルは、まさにダークホースからの下克上という予想外の結果で、観客をざわつかせた。
放送日と同日1:00-4:55、MBSラジオで『オールザッツ レイディオ〜ゴーJ・K!』と題して芸人ネタ&裏話満載の4時間の生放送を出演芸人の一部（麒麟やスムルース徳田ら）が行った（会場のUSJスタジオ内からの放送、放送時間中のMBSラジオは『オールザッツ漫才』放送エリア外からも聴取可能）。
また、ネタ組では8年ぶりに博多華丸・大吉、4年ぶりにダイノジが出演した。トーナメントには東京からハリセンボン、平成ノブシコブシ、ハイキングウォーキングが参加した。
第1回から出演していたバッファロー吾郎が最後の出演となった（MBSドクホンの特集インタビューにも参加）。

### 2007年
『オールザッツ漫才200777』と題し、大空テントによる「人間パチンコ」と、とろサーモン・久保田和靖によるマイクパフォーマンスのコラボレーションで幕を開けた。今回も5年連続で陣内智則・若槻千夏が総合司会となり、放送時間は例年よりも30分拡大した12月30日0:15 - 6:00（29日深夜）の5時間45分（過去最長）であった。このときは当時日曜日未明（土曜日深夜）で従来放送していた『スーパーサッカーPLUS』が前週の12月23日未明（22日深夜）に年内の放送が終えていたため、従来0:45 - 0:55に放送している『JNNニュース』をスポーツコーナーを加味した上で15分放送となり、本番組の前（0:00 - 0:15）に放送した。なお、関東圏のTBSテレビほか一部地域では『スーパービンゴナイト』が放送された。
また、MBSラジオでは同日2:00 - 5:00(『ゴー傑P』放送枠)に、TV放送中のUSJスタジオからオールザッツ漫才出演芸人や美崎悠が出演する『オールザッツレイディオ2007』を生放送。この年からトーナメントの代わりに、各回戦ごとに客席投票の下位が脱落していく「FootCutバトル」を実施、最終3組で決勝戦が行なわれた。優勝はモンスターエンジン。
例年には無いFAX紹介のコーナーが設けられ、進行は藤岡飛呂志（藤岡弘、の真似）というキャラクターでなだぎ武が行なった。他の出演者も各界の有名人に扮して登場した。
この年から、ネタ組のトリはたむらけんじが務める。本年では、お馴染みの獅子舞を取ると、いつもの「褌一丁にサングラス」のスタイルでなく西川のりおがかつて『オレたちひょうきん族』で扮していたオバQになっている、というツカミを披露。陣内が紅白歌合戦の審査員を当時妻だった藤原紀香と共に務める事に対してキレ（曰く「紀香だけでええやん！」）、最後に白組ガンバレ！とエールを送っていた。また、チュートリアルやブラックマヨネーズ、ロザン、南海キャンディーズ、この年ネタ組に異動したNON STYLEなどが最後の出演、番組を卒業。

### 2008年
『オールザッツ漫才二〇〇八』と題し、天津・木村卓寛による1年の感謝を込めた「エロ詩吟」で幕を開けた。今回も6年連続で陣内智則・若槻千夏が総合司会となり、放送時間は12月29日23:30 - 翌5:15までの5時間45分（昨年と同じ）であった。FootCutバトルは50組参加。ネタ組のトリはたむらけんじ。陣内ではなく服部宝観（占い師）などにキレた。サバンナ・高橋茂雄司会によるネタ裁判も行われた。ダイアンとアジアンがネタ組に昇格した。CM前に芸人がやりたい事を披露した。番組制作費の削減により、東京吉本所属の芸人は自費で大阪までやって来たエハラマサヒロ（FootCutバトルに出演）を除き出演しなかった。FootCutバトルの優勝はジャルジャル。2位クロスバー直撃、3位藤崎マーケット。
- 決勝のラスト当番、ジャルジャルの点数発表の際、点数が出ていないのに、スタジオのモニターに本来、本放送時に優勝者が決定し出す「優勝」のテロップを出す不手際が発生。本放送時に「優勝」の表示がなかった。
- この年をもってたむらけんじ、ランディーズ、りあるキッズ、そして司会の若槻千夏が番組を卒業。

MBSラジオでは30日2:05 - 4:30に、オールザッツ漫才出演芸人や八木早希（当時MBSアナウンサー）が出演する『オールザッツレイディオ2008』を生放送。

### 2009年
『オールザッツ漫才2009 THIS IS 20TH』と題し、なだぎ武によるムスカ（『天空の城ラピュタ』より）で幕を開けた。放送時間は12月29日23:30 - 翌5:00までの5時間30分であった。司会は陣内智則、ケンドーコバヤシ、斎藤裕美（当時MBSアナウンサー）だった。20周年記念という事でFootCutバトルは東西計40組（東京∞ホール芸人20組、baseよしもと芸人20組）が参加。南国姉妹や、ガリバートンネルなど東京吉本のダークホース勢がインパクトのあるネタを披露し、観客や視聴者に大きな衝撃を与えた。ハリセンボン、とろサーモン、モンスターエンジンら多くの芸人がネタ組に昇格する一方、レイザーラモンRGはFootCut組に降格した。ネタ組のトリは土肥ポン太。小籔千豊や後藤秀樹などのネタ組の常連だった芸人が不参加だったが、後藤は番組途中から突如参加。ネタ披露は無かったが番組を盛り上げた。Qカットコーナーは「オールザッツ殺人事件」（火曜サスペンス劇場を芸人にムチャ振りさせる物、福田転球が刑事役）だった。3年ぶりにカウントダウン大喜利を開催した。アイスクリーム（元・勝山梶）はムーディ勝山がインフルエンザで欠席した為、梶剛がピンでネタをやったが、1回戦敗退（19点）だった。
この年で陣内智則、ケンドーコバヤシ、サバンナ、シャンプーハット、とろサーモン、2年ぶりに出演した麒麟は番組を卒業、最後の出演となった。
FootCutバトルの優勝は藤崎マーケット（1回戦から準決勝までトップを維持）。細かい物まねネタが観客の心をつかみ、4度目の参加にして悲願の優勝を飾った。2位は東京から参加の2700（5位→6位→2位）、3位は初参戦にして独特の世界観を持つコントが観客にうけたインポッシブル（7位→4位→3位）だった。
オープニングでは「FootCutバトル」の参加者を五十音順に紹介した。この時天竺鼠は、裏面に手書きではんにゃと書いたネームプレートのカメラに見せていた。
この年のスタジオセットは20周年ということからセットの中央のモニターの左右に歴代のスタジオセットの写真が初代司会者のオール阪神・巨人の若かりし頃のと見られるシルエット型に型取られたパネルが設置されている。

### 2010年
12月29日23:30 - 翌5:30までの6時間放送。司会は長年番組の司会を務めた陣内智則に代わり、小籔千豊と笑い飯が担当。出演メンバーも長年出演していたケンドーコバヤシ、サバンナ、シャンプーハットなどが卒業し、銀シャリや天竺鼠、藤崎マーケットやミサイルマンなどがネタ組に昇格。事実上の世代交代が図られた。FootCut組はbaseよしもとメンバーを中心に、M-1グランプリで笑い飯をおびやかしたスリムクラブなどの東京勢、モストデンジャラスコンビ以来11年ぶりの参加となる村越周司(フリー芸人として活動していたがこの年吉本に復帰)やつばさ・きよし等ベテランも若手に混じって参加した。CM前のやり逃げコーナーは事前に芸人がリクエストしたネタを披露する物で、レイザーラモンRGが本人が謹慎中なのに「海老蔵あるある（女性遍歴）」を披露した（放送前日に示談が成立してネタ解禁）。観覧希望に当選しなかった人達に対して別会場にて11年3月に発売されるDVDの先行上映会が行われ、番組のネタ組常連だった後藤秀樹が上映挨拶に登場した。
ネタ組のトリは2年連続土肥ポン太だった。FootCut組の優勝は東京から参加の2700、2位はプラスマイナス、3位はM-1で活躍したスリムクラブだった。
アジアンが最後の出演となった。

### 2011年
12月29日(木曜日)23:40 - 翌6:00までの史上最長の6時間20分にわたって放送された。司会は、昨年に引き続き小籔千豊と笑い飯が担当。Footcut組が5upよしもとメンバーを中心に30組、ネタ組が21組で2700などが昇格、エハラマサヒロなどが復帰。また野性爆弾やテンダラーなどの不参加だったため、5upメンバー以外の出演者がMCの3人とレイザーラモンRG、ザ・プラン9、土肥ポン太、ダイアン、千鳥、ストリーク、エハラマサヒロのみであった。後に土肥ポン太は「オールザッツレディオ2014」にてこの年を振り返り、「野爆やテンダラーなどの同世代がいなくて寂しかった」と語っている。
MBSラジオでも同日『ハンドレッドレディオ』(第1部：22:00 - 翌0:30 出演：月亭八光・スマイル・斎藤裕美、第2部：翌1:00 - 3:00 出演：学天即)内でオールザッツSPとして放送された。ラジオにはかつてネタ組に出演していたすっちー・中川貴志（ランディーズ）も出演。大阪マラソン開催を記念して『全力坂50m走』が開催され、笑い飯、千鳥、なだぎ武（ザ・プラン9）、レイザーラモンRG、土肥ポン太、西澤裕介（ダイアン）がキャラクターになりきって坂を駆け下りてネタを披露。ネタ組のトリは司会でもある笑い飯が務めた。
2012年2月放送の「ダウンタウンのガキの使いやあらへんで!!」（日本テレビ）の『クイズ 松本人志の100のこと』にて松本人志が注目する若手芸人としてジャルジャルの名前を出した。理由として、月亭方正が『(2011年の)オールザッツ漫才を録画で観て、ネタが面白かったと言っていた』と説明している。
ネタ組常連の後藤秀樹が企画コーナーの再現VTRで登場。2012年の出演はなく、その後2013年に長期休養に入り、2014年に引退したため事実上この年が最後の出演となった。またネタ組で出演したストリークも翌年4月で解散したため、この年が最後の出演。
スタジオセットは当時デジタル放送に完全移行したため、デジタルをイメージしたセットであった。

### 2012年
12月30日（土曜日）0:58 - 6:00（29日深夜）の5時間02分にわたって放送。司会は、3年連続で小籔千豊と笑い飯が担当。Footcut組が26組、ネタ組が21組→20組（モンスターエンジンが欠席した為）でアインシュタインがネタ組に昇格（但し、2013年、2014年は後述のドリームジャンボ1分バトル組に降格し2014年に返り咲き優勝を果たしている）。2010年同様つばさ・きよし、ヘッドライト、ファミリーレストラン等のベテラン勢も出場した。Footcutバトルの優勝者は、19歳という若さで初出場でありながらシュールなフリップネタが観客の心を掴んだ粗品。準優勝はクロスバー直撃。2008年、2011年に続き3度目の準優勝である。
オープニングでは小籔、笑い飯、お〜い!久馬（ザ・プラン9）、西澤裕介（ダイアン）がTOKIOのコミックバンド「OSAKA（オサカ）」として『LOVE YOU ONLY』の替え歌『LAUGH YOU ONLY』を披露。ボーカルを哲夫（笑い飯）、ドラムを小籔、ギターを西田幸治（笑い飯）、ベースを西澤、キーボードを久馬が担当。
ネタ組はほとんど5upよしもとのZEROメンバーで構成されていたが、ザ・プラン9や土肥ポン太ら常連組も一部出演しており、2011年には出演しなかった野性爆弾が今回トリを務めた。
この年でスーパーマラドーナなどが最後の出演となった。
Footcut組は初出場も多かったが、全26組という前年までに比べると出演芸人が少なかったため、Footcut常連だったプラスマイナスやモストデンジャラストリオ、かりんとうらは今回は不参加となった。東京吉本からはインポッシブル、0.03秒、ジャングルポケットの3組が出場。また、つばさ・きよしのネタ中に解散宣言が飛び出し会場をざわつかせた。このことは翌日のYahoo!ニュースのTopにも掲載される事態となった。

### 2013年
12月30日（月曜日）の0:50 - 5:30（12月29日深夜）に生放送。当番組史上初めて、TBSテレビとRKB毎日放送で同時ネットを実施した。
司会は、17年ぶりに出演する千原ジュニアと、4年連続で担当する小籔千豊。アシスタントには、清水富美加を初めて起用した。前年まで司会だった笑い飯はネタ組でネタを披露した他、ドリームジャンボ一分ネタバトルに「大阪の若手をよく知る2人」としてジュニア・小籔・清水と共にMCとして参加。
フットカットバトルは、ピンネタや2組の芸人による「コラボネタ」でも出場できるようにルールを改めたうえで、制限時間の1分以内にネタを披露させる「ドリームジャンボ1分バトル」にリニューアル。4つのブロック単位で6組による予選を実施してから、ブロックごとの総得点が最も多かった組同士が、決勝トーナメントでネタを争った。優勝は和牛。出場した24組はいずれも、関西を中心に活動する芸人であった。
ネタ組には18組の漫才コンビが登場。テンダラーが3年振り、天津が4年ぶりに出演したほか、レイザーラモンはコンビとして6年ぶりに出演。トリは2年連続で野性爆弾が務めた。なお千鳥とウーマンラッシュアワーはこの年で番組を卒業。
さらに、「ドリームジャンボ1分バトル」やネタ組の合間には、以下のコーナーを随時放送した。
- 「結果が出るまであがききれ! ワンモアアピールタイム」（出演芸人が一発芸を披露）
- 「目指せ東京!深夜の聖火リレー」（中堅クラスの芸人がさまざまなキャラクターに扮しながら、架空の聖火リレー形式でネタを披露）
- 「オールザッツアンケート　私、これがやりたいんです!」（出演芸人が本編で試したいことを、事前のアンケート結果を基にCM前で実現）
- 「FAXとツイッターのコーナー」（放送中に視聴者からFAXとtwitterでメッセージを受け付けたうえで、顔面を白一色に塗った千鳥・大悟、顔面を青一色に塗った銀シャリ・橋本、「半面クリステル」と称して顔面を白色と青色に塗り分けた宇都宮まきがメッセージの一部と受信件数を紹介）
- 「ビデオレターズ～拝啓、芸人として輝く君へ～」（若手芸人の親族から届いたビデオレターを、毎日放送アナウンサー・松本麻衣子のナレーション付きで紹介）
- 「不可抗力　お笑いバトル」（レギュラーで出演するテレビ番組の有無によって分けられた「小籔チーム」「ジュニアチーム」のうち、小籔・ジュニアに指名された芸人6組が千鳥の示すお題に応じた個人情報をフリップで公表してから、ヤナギブソン（ザ・プラン9）が最も面白い情報を判定）

ちなみにMBSでは、本編のPR番組として、千鳥と宇都宮の司会・若手芸人6組の出演による『12月29日まで待てない!オールザッツ漫才が100倍楽しくなるTV』を11月25日 - 12月23日の毎週月曜日1:50 - 2:20（日曜日深夜）と12月29日（日曜日）1:28 - 1:58（土曜日深夜）に編成（全6回）。本編の終了直後（12月30日の5:30 - 5:50）には、レイザーラモンRGの進行で、『オールザッツRG　あなたにあるある言いたい&プレゼントあげたいスペシャル』（RGと若手芸人5組がコントを披露するとともに、コントのテーマに応じたプレゼントを視聴者に抽選で進呈する特別番組）を放送した（いずれも関西ローカル向けの事前収録番組)
この年のスタジオセットは当時流行った映画「シュガー・ラッシュ」をモチーフとしたセットであった。

### 2014年
12月29日（月曜日）の23:25 - 翌5:00に放送。RKB毎日放送では同時ネットし、TBSテレビでは30日1:05（29日深夜）からの飛び乗りとなる。司会は、去年に引き続き千原ジュニアと小籔千豊。アシスタントは清水富美加。
オープニングでは乳首ドリルでブレイクを果たした吉本新喜劇のすっちー・吉田裕、日本エレキテル連合の持ちネタである「朱美ちゃん」のメイクをした島田一の介（24年ぶりの出演）と「細貝さん」役のやなぎ浩二が登場した。
2年連続で行われた「ドリームジャンボ1分バトル」には28組、ネタ組には21組が出場した。
ネタ組のトリを務めたのは3年連続で野性爆弾。ネタ中にタンク（シンクタンク）が登場した。タンク自身は13年振りのオールザッツ漫才出演となった。
ネタ組メンバーは放送25周年ということで数年ぶりに出演した芸人が多く登場し、COWCOWが14年ぶり、トータルテンボスが7年ぶり、友近が5年振り、秋山竜次（ロバート）が13年ぶりに出演した。前年度のドリームジャンボ1分バトルで優勝した和牛、キングオブコント・THE MANZAIで共に決勝進出を果たしたアキナがネタ組に昇格した。また前年度は1分ネタ組だった藤崎マーケットや学天即が2年ぶりにネタ組として出演した。2014年のキングオブコント王者であるシソンヌが初登場。
またMBSラジオでは、29日22:00 - 翌3:00に『浮かれてマンデーナイト』とコラボしてオールザッツ漫才出演芸人や前田阿希子（MBSアナウンサー）が出演する『オールザッツレイディオ2014』を3年ぶりに生放送。10組の芸人による「キットカットバトル」（暫定チャンピオン形式で、最後まで勝ち残った芸人に賞金1万円、敗者にはキットカットをプレゼント）が行われた。出場芸人は、平田進也、吉田たち、ファミリーレストラン、女と男、ヘッドライト、ロシアン生まれ、フラワーズオブロマンス、東京ロマンポルノ、三浦マイルド、松浦真也。

### 2015年
12月30日（水曜日）の0:10 - 5:00に生放送。2年間続いたTBSでの同時ネットを終了したため、MBSとRKBのみで放送した。千原ジュニアと小籔千豊が、3年連続で司会を担当。アシスタントを設けない代わりに、大吉洋平（MBSアナウンサー）が楽屋からのリポーターや一部企画の進行を務めた。その一方で、バトル組の名称を「ドリームジャンボ1分バトル」から「新星発掘　FootCutバトル」へ変更した。
ネタ組には24組、バトル組には20組が出場。芸歴や出場歴に関係なく、出場者全員を「ジュニアチーム」と「小籔チーム」のいずれかに分けたうえで、両チームによるネタの対抗戦形式で生放送を進行した。チームの勝敗は、携帯電話、スマートフォンによる視聴者投票や、ジュニア・小籔の笑わせ具合 によって決定。その結果「小籔チーム」が勝利したため、ジュニアが「罰ゲーム」（パンツを履いただけの「パンイチラガーマン」 による楽屋でのスクラム）を受ける羽目になった。
「Footcutバトル」については、本戦への出場をかけた「ROAD TO オールザッツ漫才2015〜新星発掘!ネタバトル出場者選考会〜」を、12月9日にYES THEATER（なんばグランド花月地下1階）で開催。クロスバー直撃、尼神インター、大自然、ロングコートダディ、アイロンヘッドが本戦への出場を決めた。後に、見取り図や横澤夏子などの出場も発表された。なお、本戦では尼神インターが優勝している。
ネタ組では、この年復活したM-1グランプリで優勝したトレンディエンジェルや、この年にブレイクを果たしたおかずクラブが初登場。この年のキングオブコントで優勝したコロコロチキチキペッパーズと、テレビ番組や舞台で活躍したバンビーノが、バトル組からネタ組へと昇格した。また、すっちーが松浦真也とのコンビで、7年ぶりにネタ組で出演。野性爆弾が4年連続でトリを務めた。
スミス夫人としての出演とザ・プラン9としての出演を合わせて23回という現時点で最多出演回数を誇るなだぎ武は、ザ・プラン9を脱退したためこの年から不参加に。
オープニングでは、頭髪の薄い男性芸人（トレンディエンジェル、コロコロチキチキペッパーズ・ナダル、島田一の介）による一夜限りのユニット「トレンディエンジェルズ」が、即興でネタを披露。放送中には、この年入籍したジュニアの結婚披露宴で余興を披露する芸人を選ぶ目的で、ネタ組の出場者を対象に「祝　千原ジュニア結婚披露宴　余興オーディション」を実施した（優勝はCOWCOW）。クレジットはされていなかったが、コーナーでシャンプーハット・こいでが6年ぶり、ムーディ勝山が8年ぶりに番組に出演。
テンダラー、ジャルジャル、銀シャリ、天竺鼠、バンビーノらがこの年をもって卒業。

### 2016年
12月30日（金曜日）の1:10 - 5:25に生放送。毎日放送以外に、RKB毎日放送で4年連続、沖縄県の系列局・琉球放送（RBC）で初めての同時ネット放送を実施した。
千原ジュニアと小籔千豊が4年連続で司会を担当。その一方で、2年振りの女性アシスタントとして、小芝風花が初めて出演した。また、フットカットバトルを「輝け!ニュースターバトル」と改称。ヒューマン中村、ミキ など16組が出場した。クロスバー直撃が、通算5度目の決勝進出を果たした末に初優勝。
ネタ組は、普段のテレビ番組で見せない芸（フルスイングな芸）を披露したうえで、ジュニア・小芝・芸人1名〈野性爆弾、こいで（シャンプーハット）、ヤナギブソン（ザ・プラン9）、笑い飯、友近が交代で担当〉の多数決によって勝者を決める勝ち抜き戦形式の「フルスイング王決定戦」にリニューアル。2015年のフットカットバトルで優勝した尼神インターが昇格したほか、桂三度がジャリズム時代に出演して以来20年振り、モンスターエンジンが3年振り、2014年に秋山竜次（ロバート）と共にユニットで出演した友近が7年振りに単独で出演した。クレジットはされていなかったが、友近のネタ中にはちゃらんぽらん冨好がコンビ時代以来22年振り、くっきー（野性爆弾）のネタ中には安達健太郎（カナリア）が14年振り、ハブサービスが初めて登場している。また、2012年から4年連続トリだった野性爆弾に代わって、学天即が初めてトリを務めた。
野性爆弾はコンビでのネタ披露はなく、ロッシーはフルスイング王決定戦の審査員を務めたのみだった。
その一方で、コンビで13年続けて出演していた岩部彰（ミサイルマン）、2015年にコーナーのみだが6年振りに出演したこいで（シャンプーハット）がそれぞれ単独扱いで出演。西森洋一（モンスターエンジン）は、単独でもネタを披露した。さらに、「輝け!ニュースターバトル」で落選した守谷日和が、途中からネタ組に参戦。「女キャッチャー」というキャラクターに扮して、本来のネタ組芸人との対決を次々と制した末に、「フルスイング王決定戦」で優勝した。
野性爆弾、土肥ポン太、哲夫(笑い飯)が最後の出演となった。

### 2017年
12月29日（金曜日）の23:50から翌12月30日（土曜日）の5:00まで生放送。同時ネット局は琉球放送のみで、前年までネット受けを実施していたRKB毎日放送では、『朝まであらびき団スペシャル あら-1グランプリ2017』（TBS制作、23:50 - 翌3:50に放送）の同時ネットに切り替えた。
司会については、千原ジュニアと小籔千豊が5年連続で担当。豊崎由里絵（MBSアナウンサー）が、アシスタントを初めて務めた。MBSの女性アナウンサーからのアシスタント起用は、2009年の斎藤以来8年振り。また、本編の途中には、浅越ゴエ（ザ・プラン9）による楽屋リポートを随時挿入。
この年キングオブコントで優勝したかまいたちが例年通り出演したが、オープニングアクトでは『普段のかまいたち山内』に扮したレイザーラモンRGが登場し、本人である山内健司（かまいたち）とともにキングオブコント決勝で披露したワンシーンを再現した。
ネタ組では、2年連続で『フルスイング王決定戦』を実施。レイザーラモン、ダイアン、ザ・プラン9などの常連組に加えて、守谷日和、クロスバー直撃、ミキ、霜降り明星、ゆりやんレトリィバァ、さや香などがバトル組からネタ組に昇格した。ザ・プラン9のネタがCMを挟んでやるという史上初のハプニングが起きた。また、川畑泰史が（酒井藍・烏川耕一とのコラボレーションによる「ブルゾンちえみ with B」のパロディで）25年ぶり、さゆり（かつみ♥さゆり）が（和牛・川西賢志郎 とのコラボネタで）16年ぶり、なかやまきんに君が（音響スタッフ「岡本さん」とのコラボネタで）10年ぶり、ギャロップが5年ぶり、GAG少年楽団が4年ぶりに出演。川畑・烏川・酒井以外にも、森田まりこや松浦真也など、吉本新喜劇の座員が多数登場した。腎臓がんでしばらく休養をしていた田崎佑一（藤崎マーケット）がこの回で無事メディア復帰を果たした。
アシスタントの豊崎が一部の時間帯で小籔と共に進行を担当した関係で、勝敗の決定はジュニアと他の芸人2名〈西田幸治（笑い飯）、こいで（シャンプーハット）、レイザーラモン、お〜い!久馬・ヤナギブソン（ザ・プラン9）、ダイアン、かまいたち、和牛、なかやまきんに君が交代で担当〉の多数決に委ねられた。大トリをレイザーラモンが初めて務めたが、以上の体制による審査の結果、スマイルに扮して漫才を披露した稲田直樹（アインシュタイン）・水田信二（和牛）のコンビ が優勝した。
笑い飯?は例年どおりコンビでの登場を予定していたが、本番の数日前に哲夫がインフルエンザを発症し休養したため、相方の西田のみが出演。このため、『フルスイング王決定戦』では、今井将人（ヒガシ逢ウサカ）が哲夫に扮して西田と共に「鳥人」（笑い飯の十八番）を披露している。　
バトル組については、『若手がいてまえ!フルスイングドラフト』と改称。『フルスイング王決定戦』への出場権をめぐって、豊崎による単独進行の下で、若手芸人たちが1組当たり30秒間で持ちネタを披露した。このドラフトは、『フルスイング王決定戦』とは別のスタジオ（毎日放送本社内のAスタジオ）から、4回にわたって生中継形式で実施。1回の中継につき4～5組の若手芸人がネタを披露した後に、ジュニアの審査によって、大自然・プリマ旦那・ジェラードン・プードル・馬と魚・おたまじゃくしが本選への出場を果たした。
なお、毎日放送では12月30日の2:30 - 4:55に、当テレビ番組と連動したラジオ番組『オールザッツレイディオ2017』を生放送。ラジオでの生放送は3年振りで、「『週刊ヤングフライデー』（レギュラー番組として29日の22:30 - 24:00に生放送）の延長戦スペシャル」として編成されるため、『アキナ・大吉洋平の「週刊ヤングマンデー」』（『ヤングフライデー』の前身番組）のパーソナリティだったアキナ と大吉が総合司会を担当した。また、過去の連動番組と同じく、一部の時間帯ではテレビとのサイマル放送を実施した。
ダイアン、お〜い!久馬・ヤナギブソン（ザ・プラン9）、西田幸治（笑い飯）、かまいたちがこの年で最後の出演となった。

### 2018年
12月30日（日曜日）の1:10から5:00まで過去最短の3時間50分の生放送。同時ネット局については、前年からネットを継続する琉球放送に青森テレビ・熊本放送が加わったことによって、番組史上最多の3局に達した。ちなみにTBSは、自社制作で『朝まであらびき団スペシャル あら-1グランプリ2018』（1:10 - 2:40・2:50 - 3:50）を放送。系列局のうち13局で同時ネットを実施したが、毎日放送では、2019年2月18日（月曜日）1:20 - 3:50に放送された。
MCには、前年まで長らく務めてきた千原ジュニア・小籔千豊に代わって、アキナ牛シュタインとしても活動するアキナ・和牛・アインシュタインの3組を初めて起用。また、前年にアシスタントを務めた豊崎が12月1日から産前産後休暇に入ったため、後輩アナウンサーの藤林温子がアシスタントを引き継いだ。藤林の先輩アナウンサー・松本麻衣子が、VTRのナレーションを担当。その一方で、若手芸人たちを見守る「オールザッツレジェンド」として、長年番組を牽引してきた浅越ゴエ、レイザーラモン、なかやまきんに君、過去に番組で功績を残した友近が2年ぶり、木村卓寛（天津）が5年ぶり、岩尾望（フットボールアワー）が15年ぶり、2001年と2002年にはMCを務めたFUJIWARAが16年ぶり、品川祐（品川庄司）が17年ぶりに出演した。
メイン企画については、「FootCutバトル」の規模を拡大する格好で、「平成最後で史上最大　オールザッツネタバトル」として3年振りに復活。200名の観客による投票に、上記の「オールザッツレジェンド」によるコメントを交えながら、総勢42組の芸人が1分以内のネタで競い合った。出場した芸人には、上記のMC3組、常連組の藤崎マーケット、クロスバー直撃、スマイル、学天即をはじめこの年の『M-1グランプリ』王者の霜降り明星、同じく『歌ネタ王決定戦』王者のメンバー、よしもと漫才劇場所属の見取り図、ゆりやんレトリィバァ、ミキ、トット、祇園、ニッポンの社長、ミルクボーイ、ビスケットブラザーズ、てんしとあくま、コウテイ、守谷日和、ヒューマン中村、セルライトスパ、たくろう、M-1グランプリ敗者復活戦において大きなインパクトを残した金属バットなどが参加。当初は1回戦の上位10組を準決勝に進出させる予定だったが、1回戦や後述する企画に想定以上の時間を費やしたことから、進出できる組数を上位7組に急遽変更。この条件で藤崎マーケット、見取り図、からし蓮根の3組が決勝に進出した結果、観客投票1位の見取り図が優勝した。MC3組は、ネタの披露と進行を交互にこなしながら、アインシュタインのみ準決勝まで進出したが敗退。2016年の「フルスイング選手権」で飛び入り参加ながら優勝した守谷日和は、1回戦最後（42組目）のネタ披露で10位に入ったものの、上記の条件変更によって涙を呑んだ（ほかに8位のゆりやんレトリィバァ、9位のパーフェクト・ダブル・シュレッダーも同様に涙を呑んだ）。
また、この年が平成時代最後の放送に当たることから、「オールザッツレジェンド芸人ランキング」を随時挿入。「オールザッツレジェンド」の一部や、過去オールザッツ漫才を支えた後に卒業した人気芸人（陣内智則やケンドーコバヤシなど）がブレイク前に出演した際のVTRと、笑福亭仁鶴に扮したせいや（霜降り明星）、「『女子会TV』という架空の番組に出演中」という設定で女装した稲田直樹（アインシュタイン、同コーナーでは「なおなお」と表記）、同じく『女子会TV』に出演した設定のガンバレルーヤ（放送上クレジットを割愛）による感想を交えながら、前年までの歴史を振り返った。
また、このコーナーのオープニングではよしこ、まひる、そして最後に稲田がオチとなる流れで紹介されるが、最後の、それまで隠していた稲田の顔が映った瞬間、MBSにて北海道での震度4の地震速報が流れるといった一幕があった。
なお、「オールザッツレジェンド」のうち、原西孝幸（FUJIWARA）、レイザーラモン、木村、きんに君、友近は、「平成最後のキャラコレクション」（CM前に随時挿入されるキャラクターネタ企画）でネタを披露。この企画には、ガンバレルーヤ、福島善成（ガリットチュウ、放送上はクレジットを割愛）、ネタバトル参加芸人の一部（ゆりやんレトリィバァ、藤崎マーケット・田崎、霜降り明星・粗品など）も参加した。さらに、ネタバトルの1回戦では、当初出演を予定していた「ヤンシー&マリコンヌ」（松浦真也と森田まりこのコンビ）に代わって、松浦と浅越が急遽「ヤンシー&ゴエコンヌ」としてネタを披露した。浅越の参加は「マリコンヌ」役の森田が左膝の前十字靱帯断裂で出演を見合わせたことによるものであったが、「『オールザッツレジェンド』と扱われている浅越が（若手芸人が主体の）ネタバトルに参加するのはいかがなものか?」というMCの判断で、「ヤンシー&ゴエコンヌ」のネタは観客投票の対象から外された。
毎日放送では、当テレビ番組（本編）と連動した生放送のラジオ番組『オールザッツレイディオ2018』を、12月30日の0:00 - 4:27に編成。前年に続いて大吉が総合司会を務めるかたわら、本編に出演する芸人が、本編の合間を縫う格好で交互に登場した。また、本編の「オールザッツネタバトル」1回戦で敗れたてんしとあくま、金属バット、ニッポンの社長の三組によるネタバトルを実施。リスナー投票の結果、金属バットが優勝した。
この年でスマイル、学天即、金属バット、霜降り明星、ミキらが卒業。

### 2019年
12月30日（月曜日）の0:40から5:00まで、4時間20分にわたって生放送。同時ネット局については、前年から継続する青森テレビ・熊本放送・琉球放送、2016年以来3年振りに放送を再開したRKB毎日放送に加えて、静岡放送が新たに名を連ねることによって、過去最多の5局にまで増加した。また、毎日放送の関連会社であるGAORAでは、この年から翌年の初頭に遅れ放送とリピート放送を実施している。
MCにはアキナ牛シュタイン（アキナ・和牛・アインシュタインの3組）、アシスタントには藤林を2年連続で起用した。
恒例の『若手芸人トーナメントバトル』は、「令和最初のスターは誰だ!オールザッツネタバトル」として開催するとともに、稲田直樹（アインシュタイン）の個性的な顔をあしらったCGを得点表示時のモニター映像に多用。この年のM-1グランプリを制したミルクボーイ、歌ネタ王決定戦で優勝したラニーノーズ、2016年の「Footcutバトル」で優勝したクロスバー直撃をはじめ、令和喜多みな実（この年の5月1日にプリマ旦那から改名）、からし蓮根、さや香、守谷日和、セルライトスパ、ロングコートダディ、ニッポンの社長、キャタピラーズ、ビスケットブラザーズ、コウテイ、カベポスターなど、よしもと漫才劇場所属の芸人を中心に35組が1回戦へ臨んだ結果、総得点の上位7組に加えて、「見届け人」の藤崎マーケットからの推薦によって白桃ピーチよぴぴが準決勝へ進出した。その一方で、アキナ牛シュタインの3組は、前年のトーナメントから一転してMCへ専念。また前年出場のヒューマン中村、学天即、金属バット、霜降り明星、ミキなどは不参加となり出演しなかった。結局、準決勝での得点上位3組（令和喜多みな実、からし蓮根、さや香）で決勝を争った末に、令和喜多みな実が優勝。
また、ネタバトルの「見届け人」として、浅越ゴエ（ザ・プラン9）、レイザーラモン、藤崎マーケット、ゆりやんレトリィバァといった常連組や、前年のトーナメントを制した見取り図が出演。コロコロチキチキペッパーズも、4年振りの出演を果たした。CM前のお楽しみコーナーとして「オールザッツアンケート」を5年振りに復活させたほか、浅越の進行による「浅越が行く!」（他の出演芸人によるキャラクターネタの披露を兼ねた毎日放送本社内外からの生中継リポート）や、「ナダルこまらせ王決定戦」（コロコロチキチキペッパーズ・ナダルに対する相方・西野、MC陣、藤崎マーケット・見取り図・ゆりやんら見届け人メンバーからの公開ドッキリ企画）を挿入。
この年をもってミルクボーイ、クロスバー直撃、蛙亭らが卒業。
毎日放送では、当テレビ番組（本編）と連動した生放送のラジオ番組『オールザッツレイディオ2019』を、12月30日の1:00 - 4:55に編成。2017年まで出演していた笑い飯と、この年にアナウンサーとして毎日放送へ入社した清水麻椰がパーソナリティを務めた。前年までとは一転して、本編とのサイマル放送を実施しなかったものの、ネタバトルの参加芸人が随時登場した。

### 2020年
12月30日（水曜日）の0:40から5:00まで、4時間20分にわたって生放送。同時ネットについては、前年のネット局から、静岡放送と熊本放送で継続した。GAORAでは、2021年1月23日（土曜日）の22:00から遅れ放送、同年2月以降にリピート放送を実施。
生放送に際しては、この年の初頭から日本国内で新型コロナウイルスへの感染症が流行していることを踏まえて、感染拡大への防止策を可能な限り実施。一般観覧の募集を見合わせる代わりに、「オールザッツスペシャルサポーターズ」と称する招待客（Re:Complexなど30名）をスタジオ（毎日放送本社M館のBスタジオ）に入れた。さらに、「ちゃプラステージ」（M館1階のオープンステージ）をスタジオと併用したほか、中盤（本放送では3:00前後）にはスタジオを換気・除菌するための時間も設けられた（当該時間帯にはBスタジオを使用しない企画を放送）。
MCには、3年連続でアキナ・和牛・アインシュタインを起用。この年の9月に伊織（からし蓮根）と結婚した藤林温子アナが3年連続でアシスタントを務めたほか、からし蓮根もコンビで出演した。そのため、（実際には放送日までに挙行していなかった）藤林夫妻による結婚式と披露宴が、他の出演芸人を交えたコント仕立てで放送中に藤林アナへのサプライズ企画として組み込まれた。
また、よしもと漫才劇場のメンバーを中心に、ネタ組・バトル組の区分を5年振りに復活。ネタ組（見取り図・守谷日和・セルライトスパ・ロングコートダディ・濱田祐太郎・ニッポンの社長・ビスケットブラザーズ・滝音など20組）が「深夜のぶっ込みネタLIVE」（深夜の生放送ならではの際どいネタを披露させる企画）に臨んだ。大トリは守谷日和が担当。
バトル組については、参加希望の250組から予選を勝ち抜いた18組（デルマパンゲ・マイスイートメモリーズ・ヤンシー&マリコンヌ・マユリカ・岡田直子・ツートライブ・ラフ次元など）が「オールザッツネタバトル」に参加した。新型コロナウイルス感染拡大防止策の一環で、1回戦のみ「ちゃプラステージ」で開催（準決勝と決勝ではスタジオをネタ組と共用）。例年は観覧客にのみ委ねられていたネタの採点を、ネタ組（20名）と「オールザッツスペシャルサポーターズ」全員による押しボタン式のスタジオ投票結果（1名につき最高2点で100点満点）と、Twitterユーザーの視聴者による投票結果（100点満点）の合算方式に変更した。Twitterからの投票については、番組公式アカウントの投票フォームに「もう一度見たい」と「イマイチだった」という選択肢を設けたうえで、ネタの披露を終えるたびに二者択一方式で10秒間受付。得票率の多い選択肢だけを対象に、得票率1%を1点（51%の場合には51点）に換算したうえで、スタジオ投票での採点結果に加えている。その結果、決勝にはデルマパンゲ、岡田、今井らいぱちの3組が進出。前年までコンビとして本番組に参加していたヒガシ逢ウサカを10月4日付で解散した後に、1回戦と準決勝で川西賢志郎（和牛）、決勝でが〜まるちょばに扮する川西賢志郎（和牛）のモノマネを披露した今井が優勝を果たした。
ネタ組・バトル組以外の芸人では、浅越ゴエ（ザ・プラン9）、林健（ギャロップ）、藤崎マーケット、ゆりやんレトリィバァ、前年に「オールザッツネタバトル」を制した令和喜多みな実が、恒例企画の「ゴエが行く」「オールザッツアンケート」や藤林夫妻の結婚式企画に登場。
MBSラジオでは、当テレビ番組（本編）と連動した生放送のラジオ番組『オールザッツレイディオ2020』を、12月30日の0:00 - 4:30に編成。笑い飯がパーソナリティを務めた。但しテレビ本編との中継はなかったため、笑い飯2人が本編に出演する事はなかった。
また、本番組史上初めてのオリジナルグッズとして、アキナ牛シュタインの似顔絵が入ったTシャツとマスクを製作。放送中（12月30日の2:00）から期間・「よしもとグッズクラブ」（吉本興業がオンラインで運営する公式グッズショップ）限定で販売している。

### 2021年
12月29日（水曜日）の23:40から翌12月30日（木曜日）の5:00まで、5時間20分にわたって生放送。同時ネット局は前年と変わらず、GAORAでは2022年1月22日（土曜日）の21:45から遅れ放送、同年2月12日（いずれも土曜日）の23:00からリピート放送。また、GYAO!では、生放送の終了後から2021年1月13日（木曜日）の16:59までアーカイブ動画を配信。その一方で、毎日放送が195年の開局当初（当時の社名は「新日本放送」）から保有してきたラジオ放送事業を2021年4月1日から承継しているMBSラジオでは、サイマル放送の実施や連動番組の編成を見送った。
生放送に際しては、前年に続いて、新型コロナウイルスへの感染対策を徹底。この対策の下で、前々年までより定員を減らしながらも、一般の視聴者によるBスタジオでの観覧を2年振りに再開した。その一方で、前年に続いてスタジオを換気・除菌するための時間が設けられたため、当該時間帯には浅越ゴエのリポートによる毎日放送本社周辺からの生中継企画を放送した。
MCには、アキナ・和牛・アインシュタインを4年連続で起用。その一方で、毎日放送アナウンサーの清水麻椰が、アシスタントを初めて務めている。
ネタ組については、「深夜の最強ネタラッシュ」として開催。M-1グランプリ・キングオブコント・R-1グランプリ・THE W・YTV漫才新人賞・ABCお笑いグランプリ・歌ネタ王決定戦などの賞レースで優勝や決勝進出を果たした芸人やコンビが相次いで登場した。また、ロングコートダディ、ニッポンの社長、令和喜多みな実、ビスケットブラザーズ、ゆりやんレトリィバァなどの常連組に加えて、天才ピアニストがバトル組から初昇格。kento fukaya、もも、隣人が初めて、ヒューマン中村が2年振り、ZAZYが5年振りに出演した。
バトル組については、観覧客全員による押しボタン式のスタジオ投票を復活させたうえで、前年から導入したtwitter経由での視聴者投票と併用。25組が参加した1回戦からスタジオ+twitter投票の総得点で上位の6組が準決勝へ進出した後に、ヘンダーソン・マユリカ・ジソンシンの3組が決勝へ残った結果、ヘンダーソンが優勝した。
その一方で、上記のスタジオ企画には、浅越、藤崎マーケット、見取り図が（ネタを披露しない）「コメンテーター」として同席。藤崎マーケットや見取り図は、毎日放送本社周辺からの生中継企画にも、「浅越からのインタビューを受ける一般人」を装いながら登場した。さらに、CM前には「スナック紅」（紅しょうがの稲田美紀が「ママ」に扮して他企画への出演芸人を迎える生中継企画）を挿入。オープニングアクトと「スナック紅」にはムーディ勝山が6年振り、Qカットコーナーにはお兄ちゃん（ビタミンS）が9年振りに出演した。
なお、和牛はこの年をもって卒業。2023年12月には、翌2024年の3月をもってコンビを解散することを発表している。

### 2022年
『カーネクスト presents オールザッツ漫才2022』というタイトルで、12月29日（木曜日）の23:40から翌12月30日（金曜日）の5:00まで5時間20分にわたって生放送。同時ネット局は前年と変わらず、GAORAでは2023年1月22日（日曜日）の18:45から遅れ放送を実施した。なお、この年から8月に『真夏のゴールデンスペシャル』（後述）が編成されたことに伴って、年に2回の放送へ移行している。
アキナとアインシュタインが5年連続でMC、毎日放送アナウンサーの清水麻椰が2年連続でアシスタントを担当。前年で卒業した和牛に代わって、ヘンダーソン（前年優勝）とロングコートダディ（この年の『真夏のゴールデンスペシャル』で優勝）を、MCと共に番組を盛り上げる「オールザッツ大使」に任命した。
ネタ組は「ファイナリスト最強ネタコレクション」として18組が出演。ヘンダーソンとカベポスターがネタ組に昇格した一方で、当初出演を予定していたコウテイは、九条ジョーの休養を受けて出演を見合わせた。
バトル組には25組が出場。前年と同じ要領で1回戦から投票を実施したところ、イノシカチョウがソマオ・ミートボール・マユリカとの決勝を制した。「イノシカチョウ」は関本・純吉・ムギの3人構成で、コンビとしては初めての出場ながら、純吉とムギは2014年に「シュークリーマーズ」というコンビで「フットカットバトル」への出場を経験している（純吉の当時の芸名は「高田」）。
また、浅越ゴエがリポーターを務める恒例の中継企画を、「ALL THAT's STUDIO JAPAN」（ASJ）と称して放送。レイザーラモンRGや藤崎マーケットに加えて、ネタ組・バトル組以外の出演者として、西川忠志、西川かの子、林健（ギャロップ）、お兄ちゃん（ビタミンS）などが登場した。
MBSラジオでは、毎日放送（テレビとの兼営局）時代の2020年以来2年振りの連動番組として、『カーネクスト presents オールザッツレイディオ2022』を12月29日の17:45 - 21:55に生放送。2020年に続いて笑い飯がパーソナリティを務めたが、テレビでの本編には出演しなかった。
インターネットでは、「FANYオンライン」が「ウラ生配信」と称する動画のライブ配信を有料で実施。生放送の終了後には、生放送の同録映像から本編を3本に分けた動画を、2022年12月30日（金曜日）の午後から2023年1月13日（金曜日）までTVerが無料で配信していた。
この年まで出演していた芸人のうち、ロングコートダディ・ニッポンの社長・マユリカ・紅しょうが・シカゴ実業は、翌2023年春からの東京進出を機に事実上卒業している。

### 2023年
12月29日（金曜日）の23:58から翌12月30日（土曜日）の5:00まで5時間2分にわたって生放送。同時ネット局は前年と変わらず、GAORAでは2024年1月27日（土曜日）20:15から遅れ放送を実施した。
関東地方では、TBSテレビがネットを見送った一方で、神保町よしもと漫才劇場（東京都千代田区）でライブビューイングを実施。ライブビューイングには守谷日和・9番街レトロ・ネイチャーバーガーの出演が告知されていたが、実際には、9番街レトロの京極が発熱を理由に出演を見合わせた。このため、なかむら（9番街レトロ）が当初の予定どおり出演する一方で、中山功太を京極の代役に立てた。
MCについては、前年まで5年連続で務めてきたアキナとアインシュタインに代わって、前年に出演していなかった見取り図がこの年の「ゴールデンスペシャル」に続いて単独で担当。その一方で、毎日放送アナウンサーの清水麻椰が、3年連続でアシスタントを務めた。
フットカットバトルには、この年に芸歴1年目ながら『THE W』の決勝へ進出していたはるかぜに告ぐなど、前年より10組多い35組が挑戦。前年と同じ要領で1回戦から投票を実施したところ、セルライトスパが決勝で『M-1グランプリ2023』ファイナリストのカベポスター・さや香に勝利した。ちなみに、フットカットバトルには、ゆりやんレトリィバァ、藤崎マーケット（トキ・田崎）、レイザーラモンRGも同席。見取り図は、初めて挑戦した際に（審査や投票の方法が異なるものの）歴代最低の点数（27点）を出してしまったことを引き合いに出しながら、100点未満で敗退した組をしきりに激励していた。また、ゆりやんレトリィバァは、ビスケットブラザーズ・濱田祐太郎・天才ピアニスト（この年の『THE W』チャンピオン）・田津原理音（この年の『R-1ぐらんぷり』チャンピオン）と共に「ネタ組」へ参加。フットカットバトル1回戦の前に組まれていた「やり逃げコーナー」では、椅子を使ったダンスをトキとのコンビで披露した。
浅越ゴエ（ザ・プラン9）のリポートによる恒例の生中継企画には、レイザーラモンRG、ゆりやんレトリィバァ、藤崎マーケット、新山（さや香）、セルライトスパ、天才ピアニスト、らぶおじさん、ちゃらんぽらん冨好、ハイツ友の会、今井らいぱち、ツートライブ、kento fukaya、ダブルアートなどが登場。さらに、この企画で2021年まで見取り図が扮してきた「南大阪のカスカップル」による「結婚披露宴」の生中継を実施した。「結婚披露宴」では河野良祐（令和喜多みな実）が司会を務めたほか、2020年の放送中に藤林温子（清水の先輩アナウンサーで当時のアシスタント）との「結婚披露宴」企画（詳細前述）に臨んでいながら、藤林との結婚生活を2022年に終えていた伊織（からし蓮根）が「オチ」に使われている。
その一方で、警備員の衣装に身を包んだ田淵（インディアンス）が他の出演芸人から「スカシ三カ条（『他の芸人からのネタ振りに応えていない』『虚勢を張っている』『積極的な姿勢が見られない』）に少しでも抵触している」と判断した芸人を名指しで告発する「スカシ課ポリス」や、「にーやん」（新山）がフットカットバトルへの参加と並行しながら生放送中の「ファインプレー」（他の出演芸人による名シーン）を同録映像で振り返る「オールザッツ私設応援団　にーやんのこれファインプレーやで!」（多数のモニターが並べられた小部屋からの生中継企画）を生放送へ新たに組み込んだ。「にーやんのこれファインプレーやで!」では、新山が（この年に18年振りのセントラル・リーグ優勝と38年振りの日本シリーズ制覇を相次いで成し遂げていた）阪神タイガースのファンであることを誇張した設定が「にーやん」に為されていたほか、渡辺宙明が生前に作っていた吹奏楽曲の『Spring Lady Bird』（阪神公式戦の「完全生中継」で知られる『サンテレビボックス席』のテーマソング）をBGMに使用している。
ちなみに、MBSラジオでは連動番組として、『オールザッツレイディオ2023』を12月29日の18:00 - 21:55に生放送。前年に続いて笑い飯がパーソナリティを務めたが、テレビでの本編には出演しなかった。TVerでは前年に続いて、生放送の同録映像から本編を3本に分けた動画を、2023年12月30日（土曜日）の午後から2024年1月13日（土曜日）の17:59まで無料で配信している。

### 2024年
12月29日（日曜日）の23:57から翌12月30日（月曜日）の5:00まで5時間3分にわたって生放送。同時ネット局は、熊本放送と今年初めて北陸放送がネットする。なお2019年からネットしていた静岡放送は、放送を見送られた。GAORAでは2025年1月25日（土曜日）22:00から放送予定。
MCは前年に続いて見取り図が担当する。
放送35年目を迎える今年は「オール大阪」をテーマに掲げ、若手からベテランまで幅広い世代の大阪よしもと芸人が集結する。
フットカットバトルは、「スタア誕生！オールザッツ1分間ネタバトル」として35組の若手と、12月13日（金曜日）に行われた敗者復活イベントを勝ち抜いたチェリー大作戦を加えた36組が挑戦する予定だったが、キャツミが交通事故に遭ったため出演がキャンセルとなった。
「MBS歌謡祭」ではMCを浅越ゴエ、アシスタントを毎日放送アナウンサーの山崎香佳が担当。このコーナーでは若手とベテランの歌、ダンス、モノマネなど、なんでもありのコラボも。
今回はコーナーや中継で久々に登場したベテラン芸人が多く、島田珠代が32年、リンゴ(ハイヒール）とシルクが31年ぶり、東村雅夫（まるむし商店）が26年、高井俊彦が16年ぶり、八木真澄（サバンナ）が15年ぶり、山田スタジアムが13年ぶり、スーパーマラドーナとヘッドライトが12年ぶり、モンスターエンジンが8年ぶり、哲夫（笑い飯）が7年ぶり、スマイルが6年ぶりの出演を果たした。
関西ローカルで放送されている『あれみた?』とのコラボ企画として、『あれみた?』のYouTubeチャンネルで12月29日の放送直前の23:00から23:45まで『オールザッツ本番直前生配信! 人気芸人たちに色々聞きまくりSP』を実施。
因みにMBSラジオで例年連動番組として、『オールザッツレイディオ』が放送されるが、この年は通常のレギュラー番組を放送するため『オールザッツレイディオ』の放送がなかった。

## ネット局
○…同時ネット △…同時ネット（1:05飛び乗り）×…非ネット
| 放送対象地域 | 放送局                     | 系列    | 1990 - 1997 | 1998 | 1999 | 2000 | 2001 - 2003 | 2004 | 2005 - 2012 | 2013 | 2014 | 2015 | 2016 | 2017 | 2018 | 2019 | 2020 - 2023 | 2024 |
| ------------ | -------------------------- | ------- | ----------- | ---- | ---- | ---- | ----------- | ---- | ----------- | ---- | ---- | ---- | ---- | ---- | ---- | ---- | ----------- | ---- |
| 近畿広域圏   | 毎日放送（MBS） 【制作局】 | TBS系列 | ○           | ○    | ○    | ○    | ○           | ○    | ○           | ○    | ○    | ○    | ○    | ○    | ○    | ○    | ○           | ○    |
| 青森県       | 青森テレビ（ATV）          | TBS系列 | ×           | ×    | ×    | ×    | ×           | ×    | ×           | ×    | ×    | ×    | ×    | ×    | ○    | ○    | ○           | ×    |
| 関東広域圏   | TBSテレビ（TBS）           | TBS系列 | ×           | ×    | ×    | ×    | ×           | ×    | ×           | ○    | △    | ×    | ×    | ×    | ×    | ×    | ×           | ×    |
| 静岡県       | 静岡放送（SBS）            | TBS系列 | ×           | ×    | ×    | ×    | ×           | ×    | ×           | ×    | ×    | ×    | ×    | ×    | ×    | ○    | ○           | ×    |
| 石川県       | 北陸放送（MRO）            | TBS系列 | ×           | ×    | ×    | ×    | ×           | ×    | ×           | ×    | ×    | ×    | ×    | ×    | ×    | ×    | ×           | ◯    |
| 中京広域圏   | CBCテレビ（CBC）           | TBS系列 | ×           | ○    | ×    | ○    | ×           | ◯    | ×           | ×    | ×    | ×    | ×    | ×    | ×    | ×    | ×           | ×    |
| 福岡県       | RKB毎日放送（RKB）         | TBS系列 | ×           | ×    | ×    | ×    | ×           | ×    | ×           | ◯    | ◯    | ◯    | ◯    | ×    | ×    | ○    | ×           | ×    |
| 熊本県       | 熊本放送（RKK）            | TBS系列 | ×           | ×    | ×    | ×    | ×           | ×    | ×           | ×    | ×    | ×    | ×    | ×    | ◯    | ◯    | ◯           | ◯    |
| 沖縄県       | 琉球放送（RBC）            | TBS系列 | ×           | ×    | ×    | ×    | ×           | ×    | ×           | ×    | ×    | ×    | ◯    | ×    | ◯    | ◯    | ×           | ×    |

- 2022年3月現在、北海道放送（HBC、北海道）・IBC岩手放送（IBC、岩手県）・東北放送（TBC、宮城県）・テレビユー山形（TUY、山形県）・テレビユー福島（TUF、福島県）・テレビ山梨（UTY、山梨県）・新潟放送（BSN、新潟県）・信越放送（SBC、長野県）・チューリップテレビ（TUT、富山県）・山陰放送（BSS、鳥取県・島根県）・RSK山陽放送（RSK、岡山県・香川県）・中国放送（RCC、広島県）・テレビ山口（tys、山口県）・あいテレビ（itv、愛媛県）・テレビ高知（KUTV、高知県）・長崎放送（NBC、長崎県）・大分放送（OBS、大分県）・宮崎放送（MRT、宮崎県）南日本放送（MBC、鹿児島県）では放送実績がない。

## FootCutバトル
- 2007年にそれまでのトーナメント制から勝ち残り制に変更され、下位数組が「足きり（FootCut）」されるサバイバル形式。
- ネタの持ち時間は1回戦・2回戦は30秒、準々決勝 - 決勝は1分となっており、持ち時間を過ぎるとスタジオの照明が赤転する。
- 2009年までは150人の観客の支持数により勝敗を争う。
- 2008年でのサバイバル組数は、1回戦では50組から15組、2回戦では15組から8組、準々決勝では8組から5組、準決勝では5組から3組と減っていき、決勝では3組から最高得点を出した組が優勝となる。
- 2009年でのサバイバル組数は、1回戦では40組から12組、2回戦では12組から6組、準決勝では6組から3組と減っていき、決勝では3組から最高得点を出した組が優勝となる。
- 2010年でのサバイバル組数は、1回戦では35組から12組、2回戦では12組から3組と減っていき、決勝では3組から最高得点を出した組が優勝となる。この回は150人の観客だけでなくネタ組25組の支持数により得点が決まる。1回戦と2回戦のネタ時間は1分、決勝は2分だった。客席審査員の得点が100点以上の場合は司会者の顔の魚群が出て、30点未満の場合はMr.オクレの顔の魚群が出て来た。

## この番組からの発展

### 派生したキャラクター・ネタ
2003年のレイザーラモン住谷によるハードゲイ（後のHGの原型）やサバンナの高橋茂雄扮する犬井ヒロシやたむらけんじの獅子舞ネタを皮切りに、様々な出場芸人が扮するキャラクターがこの番組がテレビ初披露（劇場やヨシモトファンダンゴTVなどで先に披露している場合もあり）となり、ブレイクのきっかけとなることが多い。
- 2005年にはザ・プラン9のなだぎ武扮するディランが周囲の評判を集め、翌年の2006年にはなだぎが交際していることを公表した友近とともにディラン&キャサリン（友近）としてネタの合間のコーナーの進行をしていた。また、同年には勝山梶の勝山慎司扮するキャラのムーディーソングが受け、後のムーディ勝山として各方面に出るようになった。
- 2007年は、天津・木村がエロ詩吟を披露したところ、ネタの一部に著しく卑猥な表現があったため、視聴者から苦情の電話が殺到し、ネタ終了後のCM明けにお詫びのテロップが出され、MC陣も謝罪した。しかし一方で、この件が全国で話題となり、更に表現を抑えたエロ詩吟を『爆笑レッドカーペット』等で披露した。翌年のオールザッツ漫才では、オープニングを担当した。
- こうしたことからHGは2005年に大ブレイクし、なだぎは2007年、2008年の『R-1ぐらんぷり』で優勝するなどそれぞれ快挙を成し遂げ、高橋は前者ほどではないもののこのキャラで多数のCM契約や『エンタの神様』で番組のトリを務めるほどになるなどの全国区への登竜門的な存在になりつつある。
- ユースケ（ダイアン）は「エルボーの貴公子（三沢光晴のものまね）」「柔道バーの店員」「太秦の空き時間の役者・岸大介」「陸上しかやってない奴」「釜本と同期やのにまだやってる奴」など独自のキャラクターを披露し続け、特に岸大介は登場時に客席から黄色い歓声が上がるほどの人気を得た。ダイアンは2017年を最後に当番組を卒業しているが、その後も岸大介は全国ネット（『有吉の壁』『さんまのお笑い向上委員会』など）の番組で披露することが多い。
- 2014年に「全裸に見えるポーズ」という持ちネタでMVPを獲得したとにかく明るい安村は、翌2015年に大ブレイク。このネタの決め台詞である「安心してください、穿いてますよ」が、2015年の「ユーキャン新語・流行語大賞」でトップ10に入るなど、一躍脚光を浴びた。2023年には、このネタを英語に訳したうえで、ITV (イギリス) の『ブリテンズ・ゴット・タレント』（公開収録方式のオーディション番組）第16シリーズに「TONIKAKU」という名義で出場。決め台詞は「Don't worry, I'm wearing.」で、ネタを披露するたびに審査員や観覧客からスタンディング・オベーションを受けたばかりか、ワイルドカード（敗者復活枠）ながら初出場にして決勝へ進出した。このような快挙を受けて、日本への帰国後に発行された『ニューズウィーク日本版』（8月15日・22日合併号）では、2023年版「世界が尊敬する日本人100」の1人に選出。2023年の「新語・流行語大賞」では、「Don't worry, I'm wearing.」で選考委員特別賞を受賞している。

### 派生番組
- 「MBS That's オール漫才」と題した特番が年数回、週末の単発枠を中心に生放送されている。これは、MBSテレビが保存している漫才の番組（当番組、上方漫才まつり、上方漫才トラディショナル他）のアーカイブを放送するもので、2020年4月26日に第1回が行われた。

## 各回の優勝・準優勝
| 放送年   | 優勝                 | 準優勝               |
| -------- | -------------------- | -------------------- |
| 1996年   | シャンプーハット     | ビリジアン           |
| 1997年   | スミス夫人           | ドレス               |
| 1998年   | トーナメント開催無し | トーナメント開催無し |
| 1999年   | トーナメント開催無し | トーナメント開催無し |
| 2000年   | トーナメント開催無し | トーナメント開催無し |
| 2001年   | ケンドーコバヤシ     | 麒麟                 |
| 2002年   | 笑い飯               | 友近                 |
| 2003年   | 友近                 | 麒麟                 |
| 2004年   | トーナメント開催無し | トーナメント開催無し |
| 2005年   | ストリーク           | とろサーモン         |
| 2006年   | とろサーモン         | ジャルジャル         |
| 2007年   | モンスターエンジン   | 藤崎マーケット       |
| 2008年   | ジャルジャル         | クロスバー直撃       |
| 2009年   | 藤崎マーケット       | 2700                 |
| 2010年   | 2700                 | プラスマイナス       |
| 2011年   | アインシュタイン     | クロスバー直撃       |
| 2012年   | 粗品                 | クロスバー直撃       |
| 2013年   | 和牛                 | 藤崎マーケット       |
| 2014年   | アインシュタイン     | バンビーノ           |
| 2015年   | 尼神インター         | クロスバー直撃       |
| 2016年   | クロスバー直撃       | 大自然               |
| 2017年   | トーナメント開催無し | トーナメント開催無し |
| 2018年   | 見取り図             | からし蓮根           |
| 2019年   | 令和喜多みな実       | からし蓮根           |
| 2020年   | 今井らいぱち         | デルマパンゲ         |
| 2021年   | ヘンダーソン         | マユリカ             |
| 2022年夏 | ロングコートダディ   | ソマオ・ミートボール |
| 2022年   | イノシカチョウ       | ソマオ・ミートボール |
| 2023年夏 | ビスケットブラザーズ | ダブルアート         |
| 2023年   | セルライトスパ       | さや香               |
| 2024年   | からし蓮根           | カベポスター         |

## 総合司会
| 回     | 男性                                | 男性                                | 男性                                      | 女性                               |
| ------ | ----------------------------------- | ----------------------------------- | ----------------------------------------- | ---------------------------------- |
| 1990年 | オール阪神・巨人                    | オール阪神・巨人                    | オール阪神・巨人                          | （不在）                           |
| 1991年 | オール阪神・巨人                    | オール阪神・巨人                    | オール阪神・巨人                          | （不在）                           |
| 1992年 | オール阪神・巨人                    | オール阪神・巨人                    | オール阪神・巨人                          | （不在）                           |
| 1993年 | オール阪神・巨人                    | オール阪神・巨人                    | オール阪神・巨人                          | （不在）                           |
| 1994年 | オール阪神・巨人                    | オール阪神・巨人                    | オール阪神・巨人                          | （不在）                           |
| 1995年 | オール阪神・巨人                    | オール阪神・巨人                    | オール阪神・巨人                          | （不在）                           |
| 1996年 | オール阪神・巨人                    | オール阪神・巨人                    | オール阪神・巨人                          | （不在）                           |
| 1997年 | オール阪神・巨人                    | オール阪神・巨人                    | オール阪神・巨人                          | （不在）                           |
| 1998年 | 今田耕司                            | 今田耕司                            | 東野幸治                                  | （不在）                           |
| 1999年 | 今田耕司                            | 今田耕司                            | 今田耕司                                  | （不在）                           |
| 2000年 | 今田耕司                            | 今田耕司                            | 今田耕司                                  | （不在）                           |
| 2001年 | 雨上がり決死隊 （蛍原徹・宮迫博之） | 雨上がり決死隊 （蛍原徹・宮迫博之） | FUJIWARA （藤本敏史・原西孝幸）           | （不在）                           |
| 2002年 | FUJIWARA （藤本敏史・原西孝幸）     | FUJIWARA （藤本敏史・原西孝幸）     | 中川家 （剛・礼二）                       | （不在）                           |
| 2003年 | 木村祐一                            | 木村祐一                            | 陣内智則                                  | 若槻千夏                           |
| 2004年 | 陣内智則                            | 陣内智則                            | 陣内智則                                  | 若槻千夏                           |
| 2005年 | 陣内智則                            | 陣内智則                            | 陣内智則                                  | 若槻千夏                           |
| 2006年 | 陣内智則                            | 陣内智則                            | 陣内智則                                  | 若槻千夏                           |
| 2007年 | 陣内智則                            | 陣内智則                            | 陣内智則                                  | 若槻千夏                           |
| 2008年 | 陣内智則                            | 陣内智則                            | 陣内智則                                  | 若槻千夏                           |
| 2009年 | 陣内智則                            | 陣内智則                            | ケンドーコバヤシ                          | 斎藤裕美 （当時MBSアナウンサー）   |
| 2010年 | 小籔千豊                            | 小籔千豊                            | 笑い飯 （哲夫・西田幸治）                 | （不在）                           |
| 2011年 | 小籔千豊                            | 小籔千豊                            | 笑い飯 （哲夫・西田幸治）                 | （不在）                           |
| 2012年 | 小籔千豊                            | 小籔千豊                            | 笑い飯 （哲夫・西田幸治）                 | （不在）                           |
| 2013年 | 千原ジュニア                        | 千原ジュニア                        | 小籔千豊                                  | 清水富美加                         |
| 2014年 | 千原ジュニア                        | 千原ジュニア                        | 小籔千豊                                  | 清水富美加                         |
| 2015年 | 千原ジュニア                        | 千原ジュニア                        | 小籔千豊                                  | （不在）                           |
| 2016年 | 千原ジュニア                        | 千原ジュニア                        | 小籔千豊                                  | 小芝風花                           |
| 2017年 | 千原ジュニア                        | 千原ジュニア                        | 小籔千豊                                  | 豊崎由里絵 （当時MBSアナウンサー） |
| 2018年 | アキナ （秋山賢太・山名文和）       | 和牛 （水田信二・川西賢志郎）       | アインシュタイン （稲田直樹・河井ゆずる） | 藤林温子 （MBSアナウンサー）       |
| 2019年 | アキナ （秋山賢太・山名文和）       | 和牛 （水田信二・川西賢志郎）       | アインシュタイン （稲田直樹・河井ゆずる） | 藤林温子 （MBSアナウンサー）       |
| 2020年 | アキナ （秋山賢太・山名文和）       | 和牛 （水田信二・川西賢志郎）       | アインシュタイン （稲田直樹・河井ゆずる） | 藤林温子 （MBSアナウンサー）       |
| 2021年 | アキナ （秋山賢太・山名文和）       | 和牛 （水田信二・川西賢志郎）       | アインシュタイン （稲田直樹・河井ゆずる） | 清水麻椰 （MBSアナウンサー）       |
| 2022年 | アキナ （秋山賢太・山名文和）       | アキナ （秋山賢太・山名文和）       | アインシュタイン （稲田直樹・河井ゆずる） | 清水麻椰 （MBSアナウンサー）       |
| 2023年 | 見取り図 （盛山晋太郎・リリー）     | 見取り図 （盛山晋太郎・リリー）     | 見取り図 （盛山晋太郎・リリー）           | 清水麻椰 （MBSアナウンサー）       |
| 2024年 | 見取り図 （盛山晋太郎・リリー）     | 見取り図 （盛山晋太郎・リリー）     | 見取り図 （盛山晋太郎・リリー）           |                                    |

## 特別プログラム

### 3夜連続オールザッツ (2018年)
本番組の制作局であるMBSでは、2018年の年末（12月29日未明・30日未明・ 31日未明）に、「3夜連続オールザッツ」と称して長時間の深夜番組を編成。30日未明には本番組の生放送、前日（29日未明）には「オールザッツミュージック」（『+ music』から派生した事前収録の特別番組）、翌31日未明には「オールザッツスポーツ内閣」（『戦え!スポーツ内閣』から派生した事前収録の特別番組）を放送した。
なお、「3夜連続オールザッツ」共通のキャンペーンキャラクターには、MBS主催の『歌ネタ王決定戦』で2018年に優勝したメンバーを起用。メンバーは、「3夜連続オールザッツ」のうち、本番組にのみ出演した。
- 「オールザッツミュージック」（2018年12月28日、0:10 - 5:00※1:30  - 2:00には『第98回全国高校ラグビー大会ハイライト』を放送）
  - MC:フットボールアワー、三戸なつめ
  - ご意見番:角淳一
  - 音楽解説:清塚信也
  - 出演アーティスト:HY、坂口有望、 スキマスイッチ、chay、DA PUMP、Dream　Ami、フェアリーズ、B.B.クィーンズ、ベリーグッドマン、モーニング娘。、Little Glee Monster、鈴木愛理
  - プレゼンター:アントニー（マテンロウ）、エハラマサヒロ、たむらけんじ、チャンカワイ（Wエンジン）
  - リクエスター：浜本広晃（テンダラー）、誠子（尼神インター）、横澤夏子、三戸なつめ、Dream Ami
    - フットボールアワーは2003年まで、たむらけんじは2008年まで本番組に登場。浜本も、1996年 - 2010年と2013年 - 2015年に出演していた。
    - 清塚は2019年4月から、角に代わって『+ music』の男性MCを務めた（女性MCの三戸は2020年3月まで続投した後に清水麻椰へ交代）。ただし、毎日放送では2019年以降「オールザッツミュージック」の編成を見送っていて、『+ music』も2021年3月で終了した。

- 「オールザッツスポーツ内閣」（2018年12月30日、0:40 - 5:00※1：55 - 2:25には『第98回全国高校ラグビー大会ハイライト』を放送、以下に記す「　」内の肩書は『戦え!スポーツ内閣』でも使用）
  - MC:武井壮(「議長」)、小杉竜一（「長官」／ブラックマヨネーズ）
  - 大臣:金村義明（「野球大臣」）、篠原信一（「柔道大臣」）、前園真聖（「サッカー大臣」）、青木愛（「アーティスティックスイミング大臣」）、稲村亜美（「神スイング大臣」）
  - ゲスト大臣:落合博満（「野球総理大臣」）・木田優夫（「野球大臣」）、村上佳菜子・小塚崇彦（いずれも「フィギュアスケート大臣」）、田中史朗（「ラグビー大臣」）
  - 解説委員:宮前徳弘（毎日放送スポーツ局）
    - 小杉は「ブラックマヨネーズ」の一員として、1997年と1999年-2007年に本番組へ出演していた。
    - 『戦え!スポーツ内閣』では、2017年にも12月31日未明に、『朝までスポーツ内閣』（事前収録による5時間強のオールナイト特別番組）を放送している。2019年にも年末に特別番組を編成しているが、「オールザッツスポーツ内閣」としての放送は2018年だけで、2020年9月にレギュラー放送を終了した。

### That's!オール漫才 (2020年)
4組の漫才師がこれまで出演したMBSの漫才番組の中で、自身の傑作ネタを選ぶ特別プログラム。
新型コロナウイルスの感染拡大に伴う緊急事態宣言でスタジオ収録が行えないため、トーク部分についてはリモートやコンビ間で距離を保っての収録を実施した。
| #  | 放送日時                     | 出演者 |
| -- | ---------------------------- | --- |
| 1  | 2020年4月26日 15:00 - 17:00  | ティーアップ、笑い飯、ダイアン、銀シャリ |
| 2  | 2020年5月31日 15:00 - 17:00  | 中川家、テンダラー、NON STYLE |
| 3  | 2020年6月28日 15:00 - 17:00  | オール阪神・巨人、矢野・兵動、かまいたち |
| 4  | 2020年8月8日 15:00 - 17:00   | ハイヒール、シャンプーハット、とろサーモン、ミキ                                                                                             |
| 5  | 2020年10月17日 13:54 - 15:54 | ミルクボーイ、和牛、藤崎マーケット、見取り図 、アインシュタイン、さや香、からし蓮根                                                          |
| 6  | 2021年1月24日 13:54 - 15:54  | COWCOW、テンダラー、石田明（NON STYLE）、ユースケ（ダイアン）、武智（スーパーマラドーナ）                                                    |
| 7  | 2021年2月20日 15:00 - 17:00  | チュートリアル、シャンプーハット、天竺鼠、アキナ、モンスターエンジン                                                                         |
| 8  | 2021年3月21日 13:00 - 15:00  | 大木こだまひびき、藤崎マーケット、令和喜多みな実、笑い飯、学天即、ネイビーズアフロ                                                           |
| 9  | 2021年7月18日 14:00 - 16:00  | ブラックマヨネーズ、南條庄助（すゑひろがりず）、奥田修二（学天即）、みながわ（ネイビーズアフロ）、ビスケットブラザーズ、からし蓮根、コウテイ |
| 10 | 2021年9月23日 0:25 - 2:25    | かまいたち、藤崎マーケット、ラニーノーズ、中山功太、COWCOW、すち子＆真也                                                                     |
| 11 | 2022年3月13日 15:00 - 17:00  | 恋さん（シャンプーハット）、西田幸治（笑い飯）、トキ（藤崎マーケット）、瀬戸洋祐（スマイル）、NON STYLE、ミルクボーイ、ツートライブ          |
| 12 | 2022年8月13日 13:54 - 16:00  | 陣内智則、小籔千豊、アキナ、安部若菜（NMB48）、藤崎マーケット、さや香、浅越ゴエ など                                                         |

### 事前番組とオンライン向けの有料プレイベント

#### 2021年
毎日放送では、「MBS笑いの11時間」（12月4日から翌5日まで延べ11時間にわたって自社制作で関西ローカル向けに放送したお笑い関連の特別番組シリーズ）の一環として、5日の0:58 - 2:03に『目指せ神回!オールザッツ漫才2021 大作戦会議〜本番まであと598時間スペシャル～』（清水麻椰のナレーションによる事前収録の特別番組）を編成。「俺をオールザッツに出させろ!オーディション」（浅越ゴエが推薦する若手芸人や当番組への出演経験がないベテラン芸人のネタ見せオーディション）や「視聴者の声に答えよう!Qカットコーナー会議」（当番組のtwitter公式アカウントで視聴者からあらかじめ募集していたリクエストを基にCM前のミニコーナー案をMC3組と藤崎マーケット・ロングコートダディ・ニッポンの社長・さや香・今井らいぱちが出し合う企画）を放送したほか、MC6人がお互いの似顔絵を描いたデザインのTシャツをオリジナルグッズとして製作したうえで、「よしもとグッズクラブ」を通じて数量限定で販売している。
さらに、MC3組が別々に出演する3本のプレイベントを、よしもと漫才劇場からの有料オンライン配信方式で以下のように開催した。
|       | 開催日   | タイトル                                                                             | MC               |
| ----- | -------- | ------------------------------------------------------------------------------------ | ---------------- |
| 第1夜 | 12月6日  | オールザッツ×マンゲキ アインシュタインの夜～マンゲキ芸人持ち込み企画大プレゼン大会～ | アインシュタイン |
| 第2夜 | 12月16日 | オールザッツ×マンゲキ アキナの夜～出場権争奪！公開オーディション～                   | アキナ           |
| 第3夜 | 12月20日 | オールザッツ×マンゲキ 和牛の夜～和牛と一緒にオールザッツヒストリーを振り返るライブ～ | 和牛             |

#### 2022年
前年に続く事前番組として、『オールザッツ漫才直前!大作戦会議2022』（清水麻椰のナレーションによる事前収録の特別番組）を12月4日の0:58 - 2:00に編成。8組の若手芸人による「俺をオールザッツに出させろ!オーディション」に加えて、過去の深夜放送分から名シーンの画像を用いたアクリルキーホルダーをオリジナルグッズとして製作することを目的に、キーホルダーに組み込む5種類の画像を選定する企画として「オールザッツ名シーングッズ考案会」を放送した。前年までMCに名を連ねていた和牛は登場しなかったものの、この年の「オールザッツ大使」（ロングコートダディとヘンダーソン）および、藤崎マーケット、コウテイ、セルライトスパ、ダブルアートがパネラーとして出演。
また12月8日によしもと漫才劇場とのコラボイベント「オールザッツ漫才✖︎マンゲキスペシャルLIVE @よしもと漫才劇場」を開催。

#### 2023年
見取り図（盛山・リリー）の進行による公開収録番組『オールザッツ漫才直前スペシャル 　見取り図の熱闘!フリーク番付』を、事前番組として12月10日の12:54 - 13:54に編成。「フリークだからこそ伝えたいランキング」と銘打って、「冷凍食品」「イントロ」「100均」「水族館」という4つの分野で熱狂している「フリークさん」が上位の3項目（ベスト3）を紹介したうえで、スタジオに招いた100名の観覧客が採点していた。
12月18日には、よしもと漫才劇場とのコラボレーションイベントとして、「オールザッツ漫才✖︎マンゲキスペシャルLIVE!2023」を同劇場で開催した。

#### 2024年
12月13日には、よしもと漫才劇場とのコラボレーションイベントとして、「オールザッツ漫才✖︎マンゲキスペシャルLIVE!2024」を同劇場で開催。この日行われた敗者復活イベントを勝ち抜いたチェリー大作戦が、ネタバトルの出場権を獲得した。

### ゴールデンスペシャル

#### カーネクストpresents オールザッツ漫才 真夏のゴールデンスペシャル（2022年）
カーネクストからの特別協賛を受けて、2022年8月17日（水曜日）の20:00 - 21:57に関西ローカルで放送。派生番組がゴールデンタイムに編成されることや、特別協賛社（冠スポンサー）が付くことは当番組史上初めてである。その一方で、歌ネタ王決定戦（毎日放送の主催で2003年から2021年までコンテストと決勝の生放送を年に1回実施）の最終協賛社からも、竹本油脂が協賛に付いていた。
MCはアキナとアインシュタインで、「芸人ゲスト」には、FUJIWARAと霜降り明星が（深夜放送分からの通算で）4年振り、2003年から2009年まで深夜放送分のMCを務めていた陣内智則が13年振りに出演。「観覧ゲスト」として、南野陽子、高橋メアリージュン・高橋ユウ姉妹、神田愛花、木村柾哉・尾崎匠海（いずれもINIのメンバー）を迎えた。
実際には放送の前に毎日放送の本社内で収録していたが、内容は深夜の生放送と変わらず、熾烈なオーディションを勝ち抜いた若手芸人たちを中心に繰り広げられる1分（ショート）ネタバトル（放送上の呼称は「1分ネタロワイヤル」）を中心に構成。深夜放送分の「Qカットコーナー」「楽屋中継」に相当する企画として「ALL THAT'S NEWS」を随所で挿入したほか、2021年から深夜放送分のアシスタントを務めている清水麻椰と、上司の井上雅雄（いずれも放送の時点で毎日放送のアナウンサー）がVTRのナレーションを分担した。Bスタジオで収録された「1分ネタロワイヤル」については、3ステージ制（1回戦→準決勝→決勝）で開催するとともに、出場しない芸人から29組が「芸人審査員」として同席。「芸人審査員」による投票（200点満点）を基に、1回戦の出場芸人から獲得点数の上位5組、準決勝への進出芸人から上位2組を決勝に残した。また、優勝者には決勝の獲得点数×1万円分の賞金をプレゼント。獲得点数が200点未満の場合には、賞金の上限額（200万円）から「獲得点数×1万円分」を優勝者へ贈呈したうえで、差額分の現金を他の出場芸人全員（17組）へ均等に配分することになっていた。
「1分ネタロワイヤル」への出場芸人は18組で、そのうちの17組を7月25日（月曜日）の記者会見で発表した。記者会見では、アキナとアインシュタインがMC、西村麻子（毎日放送アナウンサー）が進行を担当。この会見ではマユリカの出場も発表されていたが、発表後にマユリカの中谷が新型コロナウイルスへ感染したことを受けて、ピン芸人のソマオ・ミートボールがマユリカに代わって出場することになった。さらに、記者会見翌日の7月26日（火曜日）には、残り1組の出場芸人を決める「敗者復活戦」を毎日放送本社M館1階の「ちゃプラステージ」で開催した。敗者復活戦に出場した芸人は20組で、アキナがMCを担当。全組のネタ披露後にGoogle フォームから投票を受け付けた結果、最も多くの票を得たヘンダーソンが「敗者復活戦1位」として本選への出場を果たした。ただし、放送上は中谷も（感染が確認される前に収録を済ませていた)「ALL THAT'S NEWS」の一部の映像に出演している。
「1分ネタロワイヤル」では、1回戦・準決勝ともに最高得点を記録したソマオ・ミートボールと、前年（2021年）の「M-1グランプリ」で決勝に進出したロングコートダディが決勝で一騎討ち。結局、ロングコートダディが「芸人審査員」から190点を得て優勝したため、190万円分の賞金を手にした。さらに、「細やしきたかじん」というキャラクターに扮しながら審査していた中川ひちゃゆき（シカゴ実業）に、「番組を最も大いに盛り上げた芸人審査員」として「オールザッツ特別賞」が贈られた。賞金の差額（10万円）については、上記のルールに沿って、他の出場芸人17組で山分け。大阪シティバスでは「優勝者への副賞」として、ロングコートダディの顔写真を用いたラッピングバスを、放送の翌週（8月21日）から1ヶ月限定で酉島営業所管内の路線の一部をランダムに走らせていた。
なお、8月13日（土曜日）の13:54 - 16:00には、『MBS That's! オール漫才～保存版!オールザッツ漫才　ゴールデン直前スペシャル』を関西ローカル向けに放送。深夜放送分の歴代MCから陣内・小籔・アキナが集結したうえで、 3組がMCを務めていた（2003年から2021年までの）18年間の名場面を陣内MC期（2003 - 2009年）・小籔MC期（2010 - 2017年）・アキナMC期（2018年以降）に分けて紹介したほか、「イマドキの若者が驚いた人気の芸人ビフォーアフターコレクション」や、深夜放送分恒例の楽屋中継コーナーを事前収録で再現した「やりきり中継コーナー」などを放送した。浅越が「やりきり中継コーナー」を進行したほか、安部若菜（NMB48）・藤崎マーケット・さや香が「パネラー」としてTTホールでの収録に参加。浅越は『真夏のゴールデンスペシャル』へ出演しなかったため、同番組内の「ALL THAT'S NEWS」では、河野良祐（令和喜多みな実）が「キャスター」と称して楽屋中継での浅越に相当する役割を担っていた。

#### 2023年
2023年8月16日（水曜日）の20:00 - 21:57に放送。放送上は前年に続いて「関西ローカル番組」と扱われていたが、冠スポンサーが付かなかった一方で、放送の直後から8月30日（水曜日）までは本編の動画がMBS動画イズムとTVerから配信されている。
MCは見取り図で、前年に続いて清水麻椰（MBSアナウンサー）がアシスタントを務めた。また、「芸人ゲスト」としてFUJIWARAと陣内智則が2年連続、ギャロップとコロコロチキチキペッパーズが初めて出演。さらに、「毎年の暮れに（京都市内の）自宅で『オールザッツ漫才』を視聴している」という山村紅葉（日本喜劇人協会の理事）、「歌ネタ王決定戦」の審査員だった清塚信也、大阪市出身の松村沙友理（乃木坂46の元メンバー）を「観覧ゲスト」に迎えた。
「1分ネタロワイヤル」には18組が出演。ネタの披露が終わるたびに、100名のスタジオ観覧客と50名の「芸人審査員」が200点満点で採点していた。実際には、スタジオ観覧客1名当たりの持ち点を1点、「芸人審査員」1名当たりの持ち点を2点に設定。「芸人審査員」には、3種類（「0点」「1点」「2点」）のボタンが付いたスイッチを全員に持たせたうえで、ネタごとにいずれか1種類のボタンを押させていた。また、「1回戦の上位5組が準決勝へ進出→準決勝の上位2組が決勝へ進出」という前年のルールが踏襲されたため、前年の『ゴールデンスペシャル』に出演していなかった浅越ゴエ（ザ・プラン9）が1回戦で「暫定席」（暫定1位～5位の芸人が待機するための座席）のリポートを担当。実際にはビスケットブラザーズ、さや香、カベポスター、ダブルアート、天才ピアニストが準決勝へ進出した後に、ビスケットブラザーズがダブルアートとの決勝で勝利したことによって、前年の「キングオブコント」に続いての優勝に至った。前年の『ゴールデンスペシャル』と違って賞金は一切出なかったものの、優勝したビスケットブラザーズには、優勝旗と副賞（「サントリータコハイ」1年分・高級腕時計・高性能空気清浄機の「Airdog」）が贈られている。
「1分ネタロワイヤル」の合間には、「オールザッツ漫才ヒストリー」（MCの見取り図や「芸人ゲスト」がかつて「オールザッツ漫才」で披露していたネタを当時のVTRと本人の証言で振り返る企画）や「ALL THAT'S SPECIAL STAGE」を放送した。後者は架空の中継による芸人のモノマネ企画で、「中継先」を難波（大阪市）、函館市（北海道）、ニューヨーク（アメリカ合衆国）に設定。ゆりやんレトリィバァが登場した「ニューヨーク中継」（実際には毎日放送本社M館1階の「ちゃぷらステージ」で公開収録）には、浅越もリポーターとして参加していた。

## DVD
- 【厳選ネタ編】

●DISC1：1990 - 1999年
●DISC2：2000 - 2009年
[特典映像] オールザッツ漫才2010から「芸人リクエスト」コーナー
- - 著作権などの理由で概要のみ、音声処理しているネタもある。（海老蔵あるある等）
- 【激闘バトル編】

●DISC1：若手ネタトーナメント 1996年 - 現在 ネタ132本
●DISC2：伝説のコーナー全89連発
[音声特典] (DISC2) オールザッツ漫才を象徴する芸人3世代によるスペシャル副音声
- - バッファロー吾郎×リットン調査団
  - ケンドーコバヤシ×陣内智則×たむらけんじ
  - 麒麟川島×千鳥ノブ×笑い飯哲夫

## スタッフ
2024年12月29日未明・早朝（30日深夜）放送分
- ナレーション：山崎春佳（2024年）
- 構成：森、友光哲也、津村朋芳、中野貴至
- TM：竹本友亮（MBS、以前はTD・SW→TM→一時離脱）
- TD：上田一路（MBS、上田→2014年ではCAM→2022年ではTD／SW→2023年ではSW）
- SW：杉本昇平、渋(澁)谷徳士（MBS、以前はCAM）
- VE：星田裕司、平尾拓也（2021,2023年）
- CAM：武田則彦、田中勝巳
- MIX：外島真由美（SAプロ）、中家正智
- S.MIX︰常岡千波、田中聖二（共に以前はMIX）
- PA：東光信、湊剛一（2人共以前は音響、東→一時離脱）
- LD：藤森彩、亀井純一郎（亀井→MBS、以前も担当）
- EVS：宮坂智穂
- CG：紀野伸子・田中裕司（2人共タイトルラボ）、赤岩真作、稲田峻也（稲田→以前も担当）
- VIZ：佐野順（MBS、以前はCG）、西田恭敬、野町涼太、野町涼太
- TK：松本美希、村上真紀
- テロップ：橋本梢
- 音効/MA：山本大輔、重松慶(磨)奈、佐伯謙丞、赤岩桃奈
- アートプロデューサー：岡久世（MBS、以前は美術→一時離脱→デザイン）
- デザイン：内海秀一（2023年では美術進行）
- 美術進行：荒井春佳、延廣明日香
- タイトル：由本真穂、廣瀬康次郎（廣瀬→以前も担当）
- 編集：村井充（以前はEED→一時離脱）
- 協力：よしもとブロードテック、よしもとブロードエンタテインメント、ウエスト、関西東通（1990年〜2000年まで大阪東通、2001年〜2011年まで東通）、放送映画製作所、アーチェリープロダクション、サウンドエースプロダクション、アスカプロダクション、つむら工芸、堺かつら、新光企画、東京衣裳、高津商会、京阪商会、インターナショナルクリエイティブ、えむき、サンケイスポーツ、タイトルラボ（タイトル→以前も担当）
- 編成：山内健太郎（MBS、以前は総合演出→一時離脱）
- デスク：西城栄里（MBS）
- PR：山畑遼佳（MBS）
- AP：楠原宝子、新垣こころ、高松知世
- FD：神田もにか、都(郡)圭祐、北川大記、盛田南美、仲程紀子、松下莉子、能塚真央、野田健太、水越森生
- ディレクター：竹本明香、橘美緒、辻本敬詩、山本真菜、岩下岳周、古我修祐(佑)、川上理来、重見ま(の)どか、赤井直樹、後藤真采、中島翼（橘・辻本・重見→共に以前はFD→一時離脱）
- 演出：竹内成修（MBS、以前はディレクター→FD→一時離脱）
- プロデューサー：清水涼平・高橋滋己・笹山大生（3人共MBS、清水→以前は総合演出→一時離脱、高橋→以前はAP）、金丸貴史、渡邊恒史、山中脩平（渡邊→よしもとブロードエンタテインメント、以前はディレクター→一時離脱）
- 制作協力：吉本興業
- 製作著作：MBS（毎日放送）

### 過去のスタッフ
- ナレーション：松本麻衣子・鈴木健太・関岡香・中野広大・大吉洋平・玉巻映美・福島暢啓、清水麻椰（共にMBSアナウンサー、松本→2013年、鈴木→2014年、関岡～中野→共に2021年、大吉→2016,2022年、玉巻→2021,2022年、福島→2021,2023年、清水→2022,2023年）
- 構成：かわら長介、松本真一、たちばなひとなり、八木晴彦、武輪真人、西田哲也、ハスミマサオ、オパヤン、岡田鉄平、田中亮治、和田義浩GG、城田和哉、森下知哉、小林仁、服部裕也、橋本洋介、足立良信、山田泰葉、やまだともカズ、福森大(助)、青山翔太、井中達郎
- CTM：高木久之（MBS）
- TM：永松良仁（MBS）
- TD：室谷佳宏・永間淳也（全員MBS、永間→以前はLD→SW）
- TD・SW：斉藤浩史・高石和隆（全員MBS、斉藤→1999年、高石→2013年,2014年）
- SW：三木典人・白井隆行・喜多良平（全員MBS、三木→1999年、白井→2013年、喜多→1999年ではCAM、2020年ではSW兼務、2022年ではTM／SW兼務、2023年）、塚田哲也（2021年）
- CAM：関照夫・浅井信博・薮野吉宏・桜井康行・吉田恭一・山本一義・福永卓真（全員MBS、関・浅井→1999年、福永→2021年）、勝木俊夫（大阪東通、1999年）、河野直美（関西東通、2016年）、吉元伸和（関西東通、2014,2021年）、山本桜（2021年）、合田大騎（2022年）、川地諒佑（2023年）
- VE：末友堅一朗・倉田智・高橋稔・三浦耕次・岩本和也（全員MBS、末友→1999年、高橋・三浦→2014年、岩本→2021年）、大橋慎哉（大阪東通、1999年）、浜端俊介（関西東通、2021年）、川崎裕貴、廣瀬公一（共に2023年）
- VTR(EVS)：辻上祐介（関西東通）、蒲池洋史
- MIX：古川靖久・仲井間盛之・中西進二（全員MBS）、長谷川優美、村井さおり
- AUD：高島一邦（MBS）
- LD：荒木崇・漁野系・吉田和之（全員MBS）、菊池かおり、木村圭佑、中道直也、香川大輔（中道→以前も担当）
- EED：北村真智子・露口三郎（全員MBS）、渡辺裕也（チョコフィルム）、川上忠士
- 音効：中村彰人、村川翔太、渋谷安昭、新田陽子、西岡慶、宮城浩一、上田慎二、安藤彩、右山直樹、櫛橋茉希、川上翔大、松下太一、萩野杏理（右山～川上→以前も担当）
- 音響：大北素
- 美術：上中普雄・内田公幸・富田潤・中野雪子・大石真諭・中西勇二・川原純・前原清花（全員MBS）
- デザイン：齋藤済子、木村真千子・宮原大輔（木村・宮原→全員MBS、木村→以前はセットデザイン、宮原→2022年では美術進行）
- アートプロデュース：水速賢（MBS）
- グラフィックデザイン：宮本由紀子（えむき）
- タイトル：中原賢二、垣内宏美、松浦次郎、清水千晶、中嶋恵子、村上喬視、宮本由紀子、才川真一、森下枝里子、浜松芽衣、齋藤樹合、鵜飼あゆみ、玉川愛美、大城翔太郎、高橋涼、岡田絢子（岡田→2022年）、杉浦菜帆（高橋・杉浦→以前も担当）、佐藤彩子
- イラスト：濱元紗季
- CG：柴山武英、村田英樹
- VIZ：伊藤亮介、佐野順子、正冨大樹、三寺智之、西田恭敬（西田→以前はVR）、柚山巧、吉村亮（MBS、以前はCG）、井上洸佑、南畑一起
- プログラム：姉尾宗一郎
- TK：森田弘美、白石純子、前田典子
- 協力：ゾフィープロダクツ、エイティーコーポレーション、らいよんデイリーストア、音選屋、藤貴園芸、ギミック、第一興商、CAPCOM
- 技術協力：トラッシュ（2016年まで）、チョコフィルム
- 美術協力：三景美術商会、アイティアリミックスクラブ、小野商事
- 編成：山本達也・藤原大輔・川上裕・増井一徳・小竹聡美（5人共MBS、増井→以前はディレクター）
- 宣伝→PR：諸冨洋史・藤井奈々・水野愛美・福本晋悟・上村真太朗（5人共MBS）
- MP：山本高顕（MBS、2022年）
- AP：鈴木悌之、安達祐子、山田桂子、田中理沙、並河由夏、新免奈々（よしもとブロードエンタテインメント）、中井謙吾、上谷真璃、百田咲子、南沙織、三島綾乃、西山扶三予、長尾美伶、松田菜々
- AD：高本慧、藤井綾子、尹楊会、笹山大生、秋本里帆、安達瑞希
- フロアディレクター→FD：合田忠弘・京原雄介（全員MBS）、坂本丈一、小阪(坂)武、久野貴史、堀野晃一、笹部香、大谷真也、田道亮、西茂樹、太田圭介、木村吏志、新田洋介、鎌田由梨、遠藤雄樹、佐藤晃優、橋本和磨、鈴木啓太、松井大将、尾崎良介、瀬尾朱音、吉村えみり、伊谷沙樹、石原和佳菜、藤原栞由、林新太郎、奥田香穂、中野有彩、大浦未来、厨子幸三、巴千賀音、大嶋佳音、森川真美子、森田真琴、川西宏幸（川西→以前も担当）、大谷鋭周（大谷→以前はディレクター）、眞嶋真央、朝比奈夢花、厚朴美紗子、河野竜一、富山夏恋、川内詢也、吉田玄磨、中村俊之、中西琴乃、山口香奈、阿武茉奈美、馬場千尋、神田もにか、浅野星花、吉澤奨悟、川地晴也、山内海
- ディレクター：福本泰昌・中村武史・山田陽輔・細慶行・佐藤智洋・亀山陽平・氏家聡志（全員MBS）、白川圭介、北門康起、斉藤克、山下純平、田上佳世、佐藤麻衣子、安達澄子（安達→2002年はFD）、藤原真美・西谷好弘・青木優子・景山輝之（全員よしもとブロードエンタテインメント、西谷→1998年,2002年はFD）、尾崎洋仁、久世恵太、岩田充弘、槫松佑真、福井彩音、明智亮太、糊田裕、中森暢孝、尾崎洋仁、内本隼平、中井英雄、井上天翔、前等、植村文雄、三輪康博、浅尾優歌、後藤真采（明智・糊田→共に以前はFD）
- 演出：平岡大希・津嶋綾菜（全員MBS、平岡→2013年までAD、2014年からディレクター、津嶋→以前はディレクター）
- プロデューサー：高垣伸博・村田元・長富剛・長尾政彦・森貴洋・松原謙介（全員MBS、森→以前は総合演出）、阪口暁・新田敦生・薮内美賀・重枝栄子・佐野篤・嶋和也（全員よしもとクリエイティブ・エージェンシー、阪口→1998年、新田→1999年、重枝→2013年、佐野→2014年）、真鍋理恵・石井カオリ（2人共吉本興業、真鍋→2014年はAP、石井→2021年はAP）、斎藤克・紺田啓介（全員ゾフィープロダクツ）、鷲見演博
- チーフプロデューサー：渥美昌泰（MBS）
- 制作：浜田尊弘・横田一・田渕伸一・新堂裕彦（4人共MBS、横田→2013年、新堂→2016年はチーフプロデューサー）